# Göbekli Tepe
Vous lisez un « bon article » labellisé en 2020.
Göbekli Tepe est un site préhistorique occupé de la seconde moitié du Xe millénaire av. J.-C. à la première moitié du VIIIe millénaire av. J.-C. (d'environ 9300 à 7500 av. J.-C.), au Néolithique précéramique A et B,, situé dans la province de Şanlıurfa, en Turquie, près de la frontière avec la Syrie, à proximité de la ville de Şanlıurfa.
Il comprend deux types de bâtiments occupés pendant plusieurs siècles, semi-enterrés et pour la plupart caractérisés par la présence de piliers en T sculptés, représentants des humains de manière stylisée. Les plus anciens, occupant le centre du site, sa partie la plus profonde, sont de forme circulaire et identifiés comme des « bâtiments spéciaux ». Les plus récents, construits sur les pentes, sont de forme rectangulaire et identifiés comme des bâtiments « domestiques ». Il s'agit de témoignages parmi les plus anciens d'une architecture monumentale, à une époque où les sociétés villageoises se développent. Ils ont livré divers bas-reliefs sculptés ainsi que des sculptures en ronde-bosse, représentants des humains et des animaux sauvages. Ils comprenaient également un important matériel pour le broyage des céréales et des restes animaux qui indiquent qu'on y organisait des fêtes avec des banquets collectifs.
Göbekli Tepe est un site atypique pour l'époque puisqu'il ne présente pas de trace assurée de maisons et d'activités domestiques permanentes. Il n'y a pas non plus d'indication que les communautés qui l'ont érigé aient pratiqué une agriculture ou un élevage. Le site n'est donc pas témoin des principales évolutions associées à l'aube du Néolithique, à savoir la domestication des plantes et des animaux et le développement des villages construits par des groupes sédentaires. En revanche c'est un exemple de premier ordre des évolutions mentales accompagnant ces changements sociaux et économiques : son iconographie fait découvrir un univers symbolique riche, en lien avec le monde sauvage, et ses structures, d'architecture de type monumental, sont manifestement des lieux destinés à l'accomplissement de rituels. Ce site est donc interprété comme un sanctuaire servant de lieu de rassemblement pour des groupes de chasseurs-cueilleurs vivant dans la région alentour, qui s'y réunissent pour tenir des fêtes communautaires.

## Découverte et fouilles du site
Le site de Göbekli Tepe — qui signifie en turc « colline ventrue » — s'étend sur environ 9 hectares, mesurant 300 mètres de diamètre. Il culmine à 765 mètres d'altitude, au point le plus haut des Monts Germuş qui s'étendent au nord-est de Şanlıurfa, située une quinzaine de kilomètres plus loin.
Il est repéré en tant que site archéologique en 1965 dans le cadre de recherches turco-américaines conduites par l'université d'Istanbul et l'université de Chicago. Une équipe d’archéologues américains, dont Peter Benedict, dresse l'inventaire de plusieurs sites présentant un potentiel de fouilles néolithiques en Anatolie du Sud. Elle remarque à Göbekli Tepe plusieurs collines étranges recouvertes de milliers de silex cassés, ce qui constitue un signe certain d’activité humaine durant la période pré-céramique. Mais les prospections de surface ne permettent pas d'identifier l'architecture monumentale enfouie ; ainsi le rapport de Peter Benedict signale seulement la présence d'un tertre naturel et de « petits cimetières ». Dans un premier temps, la découverte ne débouche donc pas sur des fouilles. La présence éventuelle de cimetières, dont la destruction est interdite dans la loi musulmane, a sans doute contribué à décourager les archéologues,,.
En octobre 1994, l’archéologue Klaus Schmidt prépare son mémoire d'habilitation universitaire et souhaite visiter les sites aux alentours de Şanlıurfa. Parmi ceux-ci, se trouve le tertre de Göbekli Tepe repris dans l'inventaire de 1965. Sur place, Klaus Schmidt et son équipe retrouvent les silex cassés décrits par Peter Benedict, mais constatent qu'il est impossible que le tertre puisse être naturel : il semble entièrement façonné par des humains. Les découvertes d'une grosse pierre rectangulaire (sans doute perçue par Benedict comme une tombe) ressemblant au sommet des colonnes du site de Nevalı Çori et d'un objet de pierre sculpté finissent par convaincre les chercheurs que l'endroit recèle certainement d'importants vestiges.
Dès lors, depuis 1995, le site fait l’objet de fouilles organisées par le musée archéologique de Şanlıurfa et l’Institut archéologique allemand (DAI, Berlin et antenne d'Istanbul). Klaus Schmidt dirige le chantier archéologique de 1995 à sa mort, en 2014. Les fouilles continuent sous la coordination de Lee Clare. Parallèlement, les archéologues s'orientent vers la mise en place de mesures pour préserver le site face aux dégradations qui pourraient survenir à la suite du dégagement de ses ruines.
Göbekli Tepe a été proposé en 2011 pour une inscription au patrimoine mondial et a été inscrit en juillet 2018 par l’UNESCO dans la catégorie patrimoine culturel.

## Contexte: les débuts de la néolithisation

Localisation des principaux sites du Néolithique précéramique B.

Göbekli Tepe est érigé vers le milieu du Xe millénaire av. J.-C., et cesse d'être employé après le premier quart du VIIIe millénaire av. J.-C. Dans la chronologie du Proche-Orient, il prend donc place dans le Néolithique dit « précéramique », divisé en deux sous-périodes, le Néolithique précéramique A (ou PPNA, v. 10200–8800 av. J.-C. au plus large) et le Néolithique précéramique B (ou PPNB, v. 8800–6900 av. J.-C.), suivant la terminologie mise au point pour le Levant méridional sur le site de Jéricho, et utilisée également pour l'Anatolie du sud-est,.
Ces deux phases se développent sur les bases posées par les phases postérieures de l'Épipaléolithique, qui a vu l'affirmation du mode de vie sédentaire, et l'apparition des premiers villages, et poursuivent l'évolution vers un mode de vie néolithique par le développement des premières expériences d'agriculture et d'élevage, donc le passage d'un mode de vie de chasseur-cueilleur (mobile, en « bandes », ou sédentaire, dans les premiers villages) à un mode de vie d'agriculteur et d'éleveur (sédentaire, parfois nomade), même si comme leur nom l'indique on n'y fabrique pas encore de céramique. Les changements vont bien au-delà du changement d'économie puisque ces phases voient de nombreux changements se produire sur le plan matériel, avec par exemple le développement d'une industrie lithique (lames en silex ou obsidienne) et d'un mobilier de broyage en pierre (mortiers et pilons, meules) plus élaborés, et aussi d'importants changements dans les domaines sociaux (adoption du mode de vie villageois, peut-être une accélération de la stratification sociale) et mentaux ou religieux (apparition d'édifices communautaires, évolutions des pratiques rituelles, notamment funéraires).

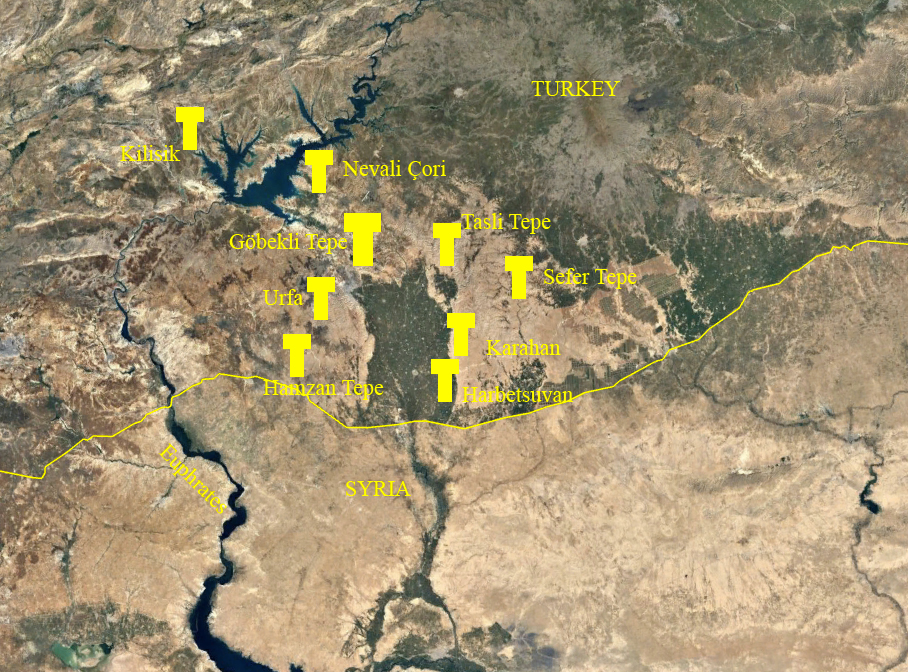
Localisation des sites avec des piliers en T connus en 2017.

Dans l'Anatolie du sud-est, ces périodes ont été identifiées par l'archéologie plus tardivement qu'au Levant sud, puisque le site témoin pour cette phase, Çayönü, a été fouillé à partir des années 1960. D'autres ont émergé ensuite, comme Nevalı Çori situé dans le voisinage de Göbekli Tepe qui dispose aussi de piliers en forme de T. Y a notamment été identifiée l'apparition d'une architecture domestique et monumentale, de plus en plus élaborée. Puis le début des fouilles de Göbekli Tepe a mis en lumière l'aspect religieux et symbolique des évolutions de la période. Tout porte à croire que cette région, autour de la montagne Karaca Dağ, est l'un des foyers du Néolithique proche-oriental, impression renforcée par l'existence d'autres sites avec des piliers en T repérés qui promettent d'autres découvertes du même acabit, comme Sefer Tepe non encore fouillé et Karahan Tepe où les fouilles ont débuté en 2019. En 2021, le nombre de sites avec des piliers en T identifiés dans la région est de douze.
Des évolutions similaires s'observent un peu plus au sud, dans des sites situés dans la moyenne vallée de l'Euphrate (Mureybet, Jerf el Ahmar, Tell Abr, Dja'de el Mughara (en)), qui illustrent le développement des villages, de l'économie agricole, de lieux ayant des fonctions communautaires et sans doute religieuses, et l'apparition d'un nouvel univers symbolique en lien avec ces changements.

### Vues générales

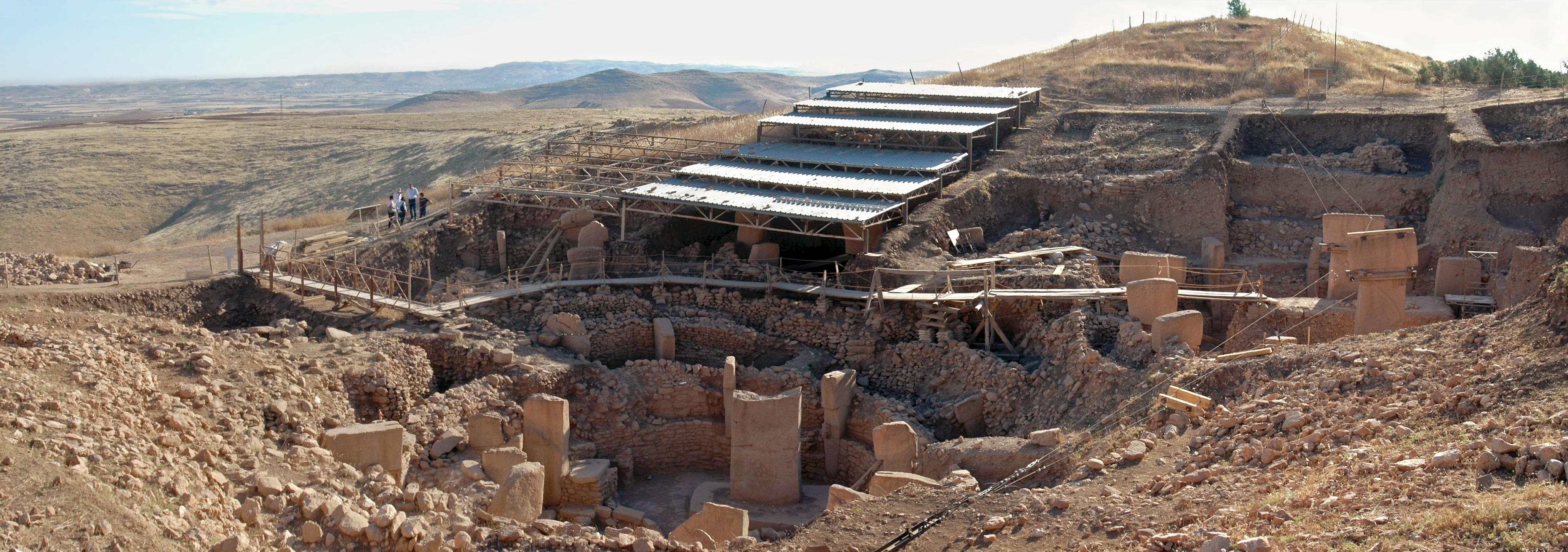
Le chantier de fouilles, zone principale, vue au sol depuis l'est : au premier plan en contrebas, sont visibles les structures du niveau II, l'enclos C à gauche et l'enclos D à droite ; au second plan, structures du niveau II.

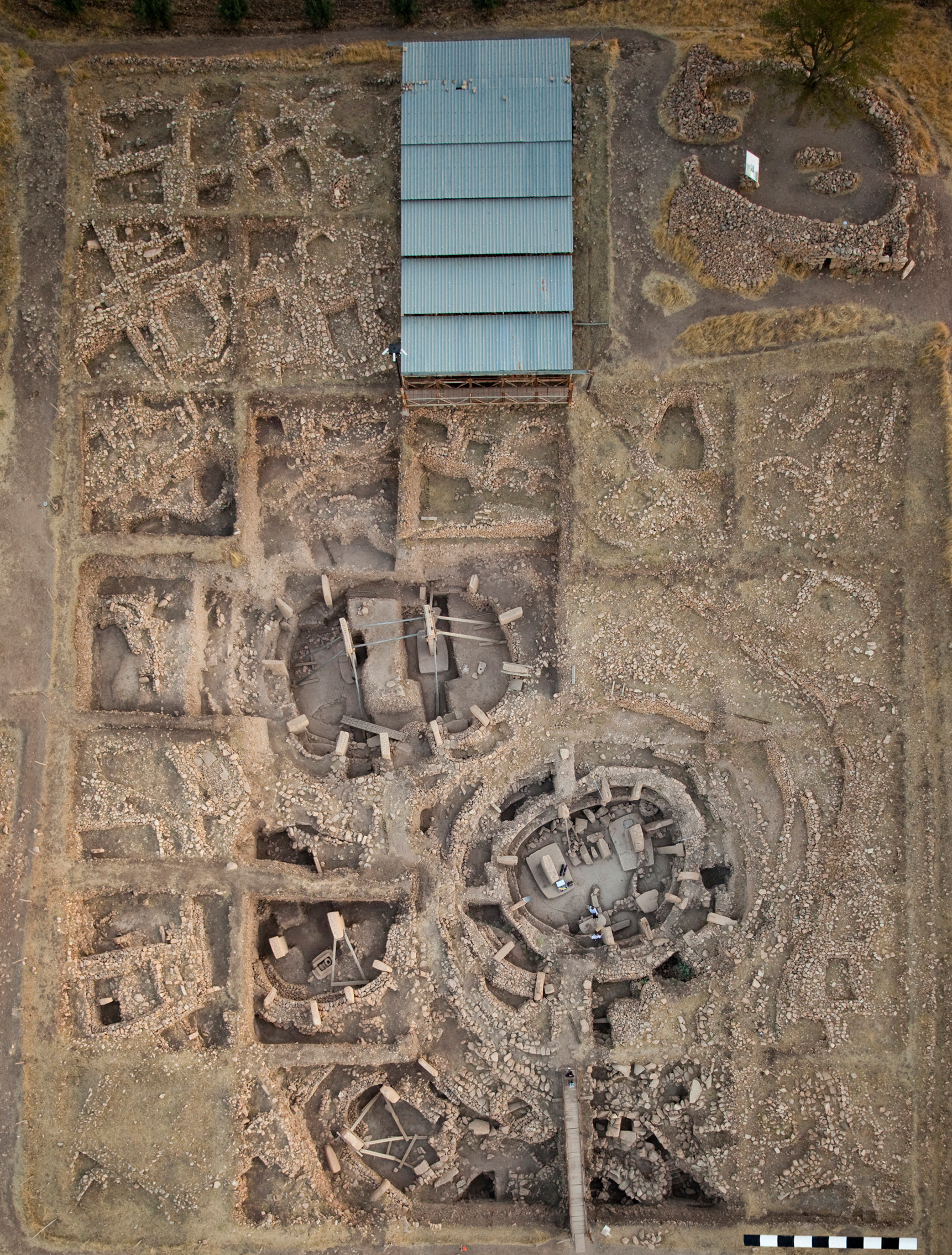
Vue aérienne de la zone principale du chantier de fouilles. De bas en haut, enclos circulaires A, B, C et D du niveau III ; les structures rectangulaires du niveau II sont situées au pourtour, notamment visibles dans la partie haute (Institut archéologique allemand, photo E. Kücük).

## Architecture

### Chronologie

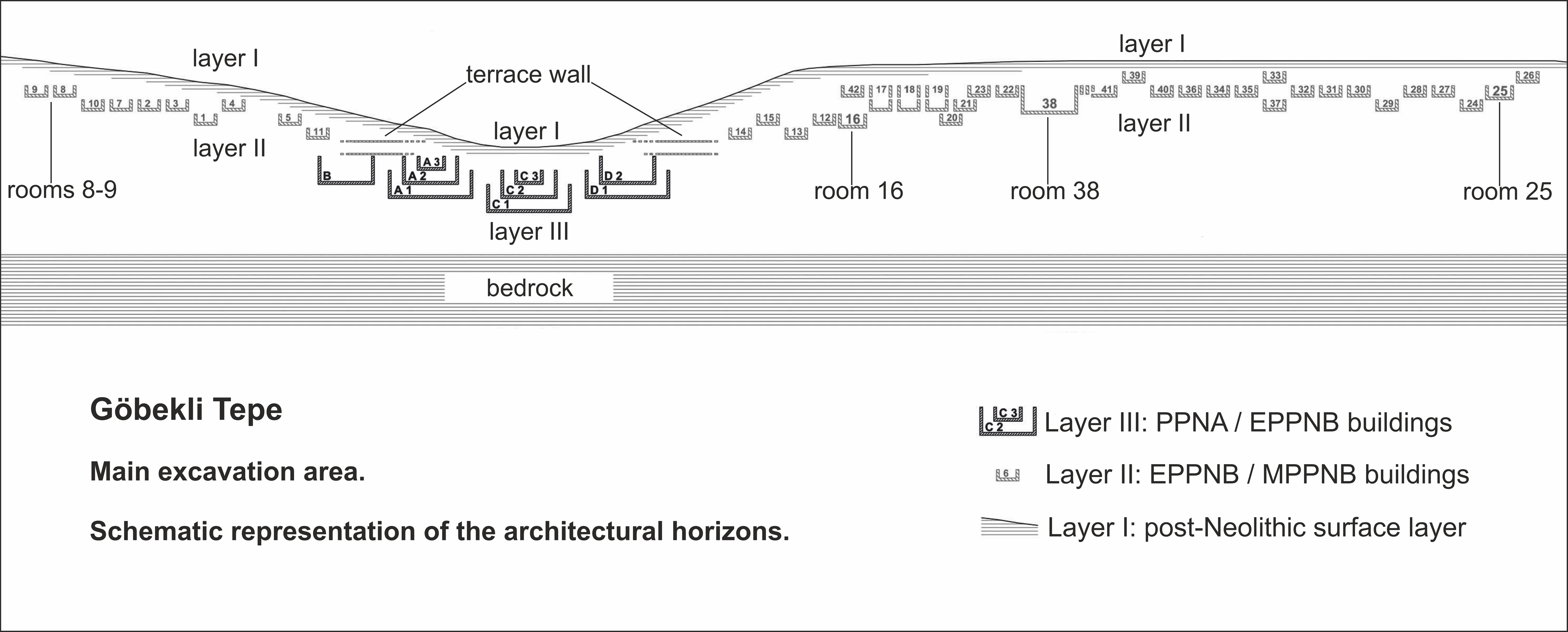
Stratigraphie du site de Göbekli Tepe.

Les premières campagnes de fouilles dirigées par K. Schmidt établissent un découpage stratigraphique général du site, en trois phases :
- un niveau III, le plus ancien, daté du Néolithique précéramique A et du Néolithique précéramique B ancien, au plus large de 9600-8500 av. J.-C., marqué par la présence de structures circulaires en contrebas de la cuvette située au centre du monticule[22],[23] ;
- un niveau II, daté du Néolithique précéramique B ancien et moyen, en gros 8500-7700 av. J.-C., caractérisé par la construction de structures quadrangulaires[24] ;
- le niveau I qui lui succède est en fait la désignation du sol de surface, formé par une accumulation résultant de l'érosion et de la sédimentation, dues à des activités agricoles ayant eu lieu depuis la fin de l'époque médiévale[25].

De manière générale, pour ce site comme pour tous les sites archéologiques, aucune technique actuelle ne permet la datation de la taille d'une pierre, et donc la détermination directe de la période d'édification du site. Seule la remise dans le contexte archéologique, historique et géographique, au travers du style de la gravure, des objets retrouvés sur le site, et la datation (notamment au carbone 14) d'éventuels restes organiques permettent de faire l'hypothèse d'une période.
Depuis les premières fouilles, il est considéré que le niveau III s'achève par un enfouissement intentionnel de ces structures, peut-être entamé dès la fin du Xe millénaire av. J.-C. ou le début du IXe millénaire av. J.-C.. Cependant, des datations obtenues dans l'enclos A pour le milieu du IXe millénaire av. J.-C. ont ensuite indiqué un recouvrement plus tardif de cette structure, ce qui n'exclut pas que les autres aient bien été enfouies avant,. L'enfouissement délibéré se ferait sur une hauteur de 5 mètres, avec des morceaux de calcaire et de la terre. Cela représente un travail considérable, Schmidt ayant estimé qu'il aura fallu environ 300 m3 de remblai pour combler une seule structure.
Il est donc apparu de plus en plus probable au regard de ces données que certaines des structures du niveau III aient encore été en usage à l'époque du niveau II. Seul un mur de terrassement qui entoure les structures de la zone basse semble dater de cette période de chevauchement entre usage des niveaux III et II. Il servirait peut-être à limiter le glissement du terrain de la colline en direction des constructions monumentales. Un escalier permet l'accès à ces dernières. De plus, il a été constaté que les constructions du niveau II ont été érigées au rebord de ce mur en évitant d'empiéter sur l'espace monumental. Selon les datations au radiocarbone, la dernière période d'activité du niveau II est datable de 8240-7700 av. J.-C. calibré.
Les campagnes suivantes ont affiné la chronologie des constructions des édifices, de leurs modifications et de leur fin d'utilisation. En 2020, Moritz Kinzel et Lee Clare ont proposé un nouveau découpage plus fin, qui prolonge notamment la durée d'utilisation des structures arrondies. En tout, le site serait occupé durant au moins 1500 ans, depuis la seconde moitié du Xe millénaire av. J.-C. jusqu'au début du VIIIe millénaire av. J.-C., et comprendrait huit phases d'occupation :
- une phase 1, la première occupation du site, datée de la première moitié du Xe millénaire av. J.-C. (PPNA), voire un peu avant, qui voit la construction des premières structures arrondies (A à D, dénommées « special buildings »), et peut-être d'autres structures identifiées en périphérie des zones de fouilles[30] ;
- une phase 2, datée du début du IXe millénaire av. J.-C. (fin PPNA-début PPNB), marquée par des modifications sur les structures spéciales (réduction de l'espace interne par ajout de nouveaux murs), et la construction autour de ces structures de plus petites constructions qui pourraient avoir un usage domestique, la zone occupée alors étant indéterminée car elle est en partie recouverte par des constructions postérieures[30] ;
- des phases 3 à 5, durant les siècles suivants, qui voient la construction de bâtiments rectangulaires (« domestiques ») sur les rebords ouest et nord des pentes bordant les constructions plus anciennes, avec plusieurs phases de réaménagement et constructions, alors que les structures spéciales restent en usage ; un épisode de glissement de terrain et d'inondation durant la phase 5 endommage les structures spéciales qui sont ensuite restaurées afin de stabiliser le terrain, mais cela ne suffit pas puisqu'un nouveau glissement de terrain aboutit à l'abandon du bâtiment D, vers la fin du IXe millénaire av. J.-C.[31] ;
- des phases 6 et 7, à la fin du IXe millénaire av. J.-C. et peut-être le début du suivant (PPNB moyen), qui voient les derniers remaniements sur les bâtiments spéciaux et la construction de nouvelles structures (bâtiment G, « bâtiment au pilier au lion »), mais la cuvette est en cours d'abandon (le D est hors d'usage, puis le B), malgré de nouvelles tentatives de stabiliser la pente (un grand mur de terrasse au nord et à l'est)[32] ;
- une phase 8, qui voit l'abandon progressif du site, à laquelle sont attribuées quelques petites constructions qui auraient un usage domestique, indiquant qu'un petit groupe continuerait de vivre au milieu des ruines des structures plus anciennes[32].

### Niveau III / Bâtiments ronds-ovoïdes
Dans le découpage chronologique initial, les constructions de forme circulaire-ovale, relevant du niveau III et désormais identifiés comme des « bâtiments spéciaux », sont les plus anciennes du site, datées du Néolithique précéramique A et du Néolithique précéramique B ancien, au plus large de 9600-8500 av. J.-C.,, la durée d'utilisation de certaines d'entre elles étant désormais prolongée jusqu'aux périodes finales de l'occupation du site.
Ce « niveau » comprend un ensemble de structures de forme ovoïde ou circulaire délimitées par des enclos et ornées de piliers en forme de T. Quatre ont été dégagées durant les premières campagnes de fouilles dans la partie sud-est du site, en zone basse, et nommées de A à D dans l'ordre de leur découverte. Par la suite une cinquième structure de grande taille, la structure H, a été repérée et dégagée dans l'espace central. En revanche les structures de même forme mais plus petites à l'ouest de cet espace central, F et G, moins profondes, pourraient dater de périodes plus récentes. La prospection du site par radar à pénétration de sol et les analyses géomagnétiques, permettant de repérer des constructions enfouies sous le sol, ont indiqué qu'au moins une quinzaine de structures de ce type se trouvaient sur ce site, la plupart non (encore) dégagées. De fait, dans des sondages effectués sur le site, qui ont parfois pu donner lieu à des fouilles plus poussées, d'autres structures similaires avec des piliers en T qui pourraient être datables du niveau III ont été repérées.
Les datations au radiocarbone semblent indiquer que les structures du niveau III n'ont pas été érigées et utilisées au même moment, les structures D et C de l'espace central étant apparemment les plus anciennes, la première étant érigée vers le milieu du Xe millénaire av. J.-C.. La structure A semble plus récente, ce que semble également indiquer sa forme, moins arrondie que les précédentes, ce qui la rapproche des structures plus petites et rectangulaires du niveau II,. Il a néanmoins été proposé que les structures B, C et D forment un ensemble cohérent réalisé vers la même période suivant un module géométrique pensé à l'avance, puisque si on relie leurs points centraux (à mi-distance entre leurs piliers centraux), cela forme un triangle aux côtés quasiment égaux.
Ces structures ou enclos font entre 10 et 30 mètres de diamètre. Ceux-ci comprennent en général entre 10 et 12 piliers en forme de T d'environ 3 à 4 mètres de haut, qui en délimitent le rebord. Ces piliers sont reliés entre eux par des murs en pierre hauts d'environ 2,5 mètres, certains sont pourvus, sur leur longueur, de sortes de banquettes. Deux piliers sont érigés en leur centre, plus élevés que les autres, d'environ 5,5 mètres. Ces mégalithes sont extraits des plateaux calcaires entourant le site, où des carrières ont été identifiées, l'une d'elles comprenant un pilier non achevé. Le sol de cet espace est taillé directement dans la roche (enclos C et D) ou bien (sans doute pour les niveaux plus récents) pavé avec la technique du terrazzo, employant de petites pierres. Ces constructions ont peut-être eu une toiture ; il a été proposé que ces enclos aient été semi-enterrés, avec un accès se faisant par les toits, mais il n'y a pas d'arguments décisifs allant dans ce sens,,.

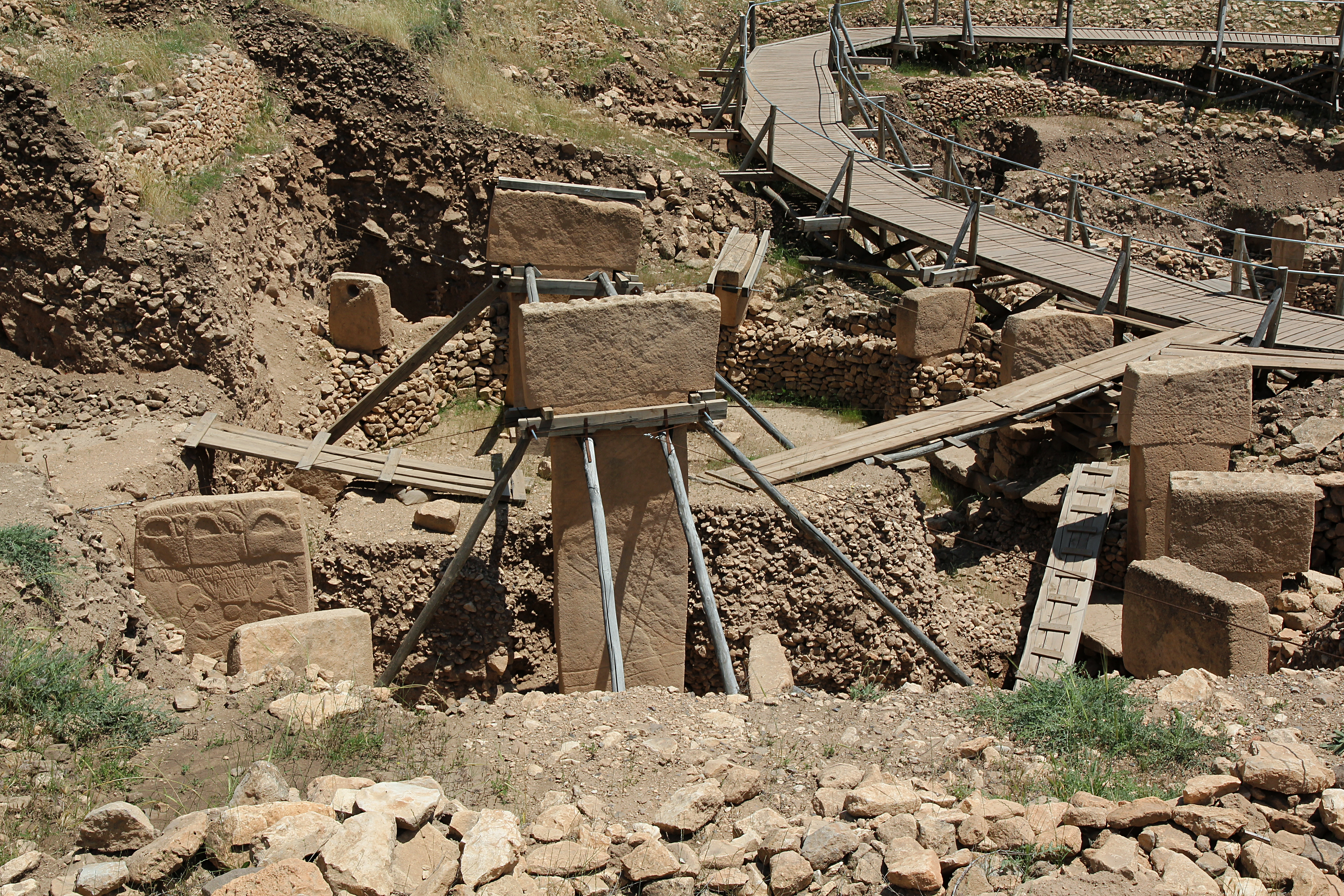
La structure D.
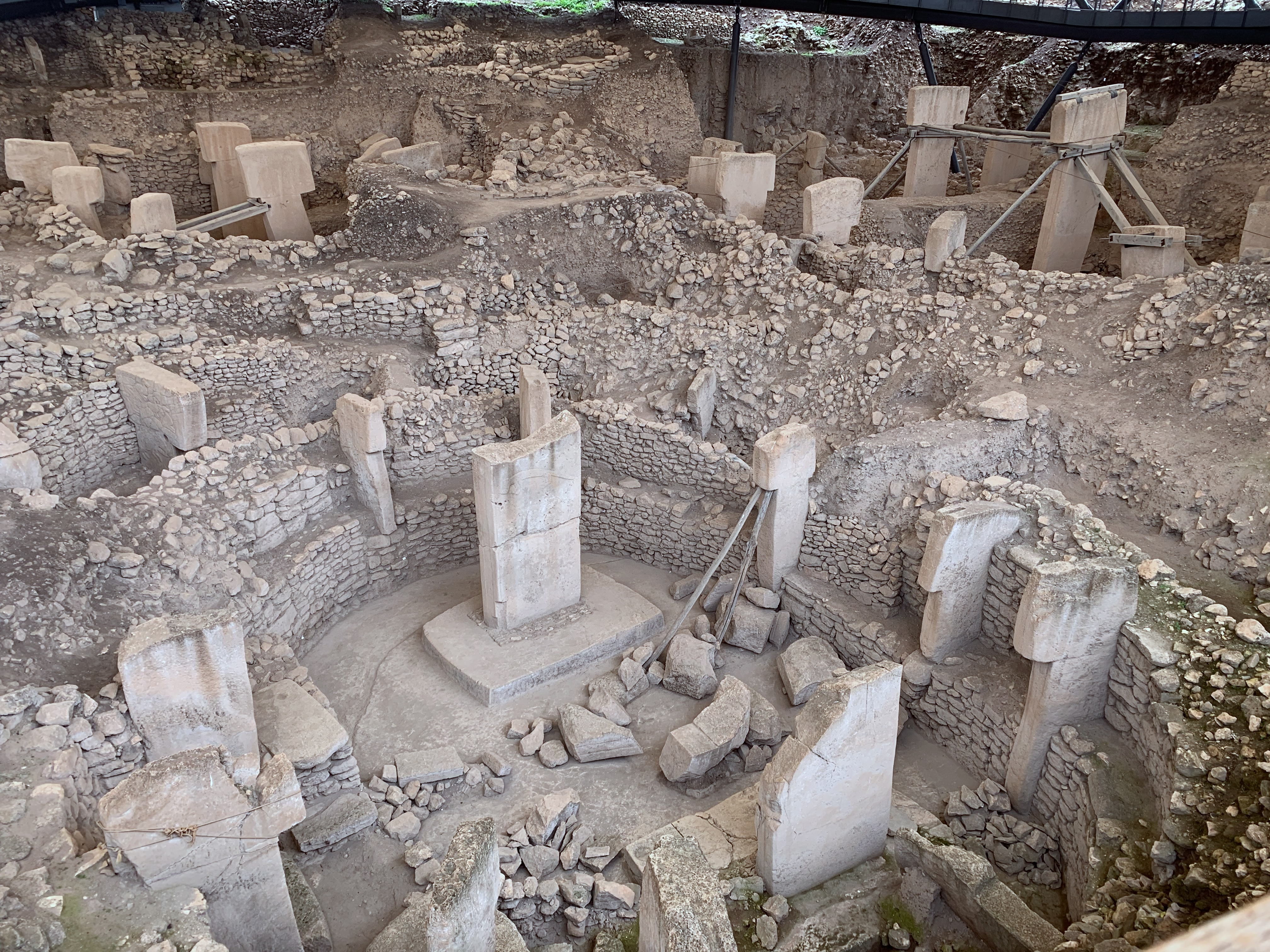
La structure C.
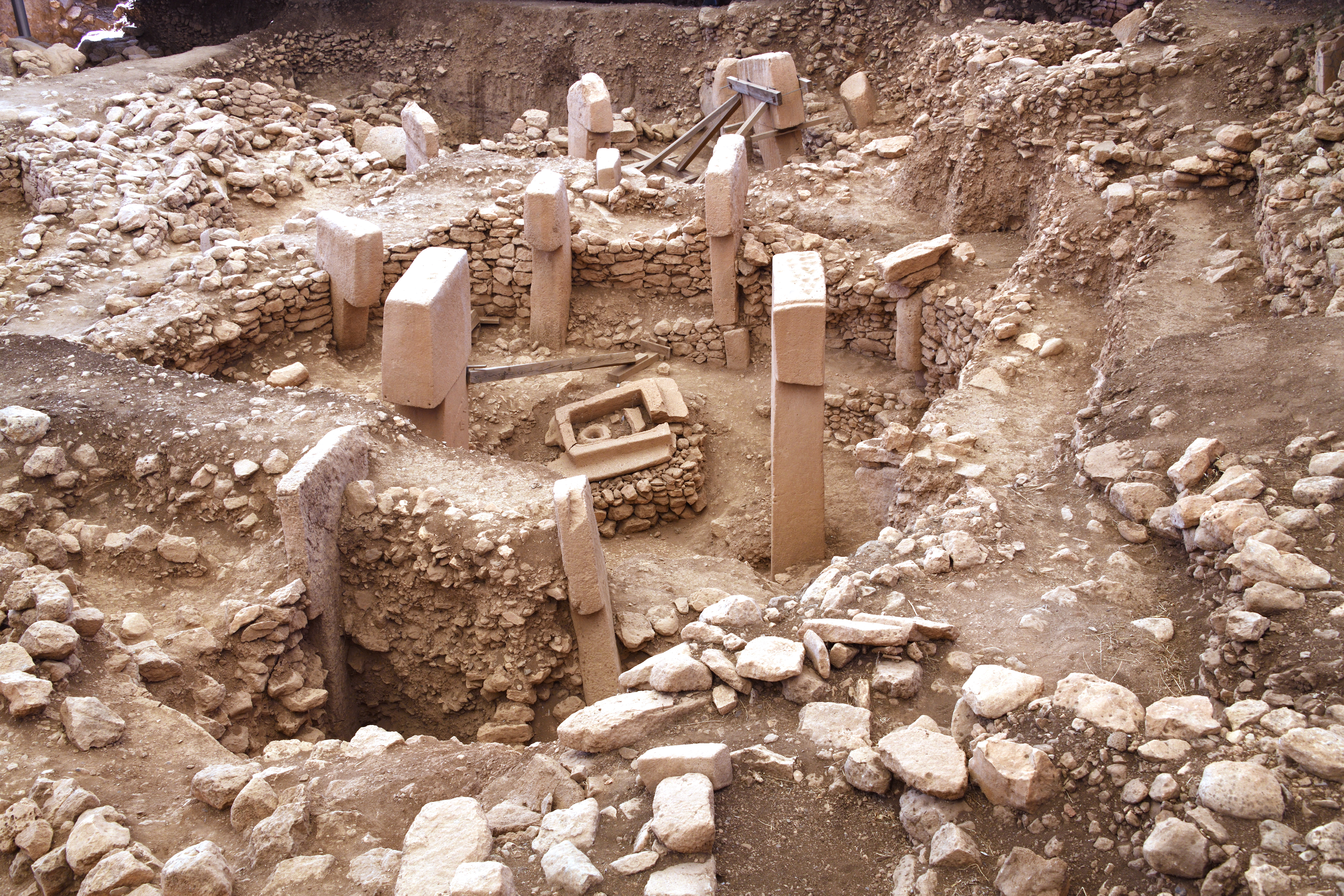
La structure B.
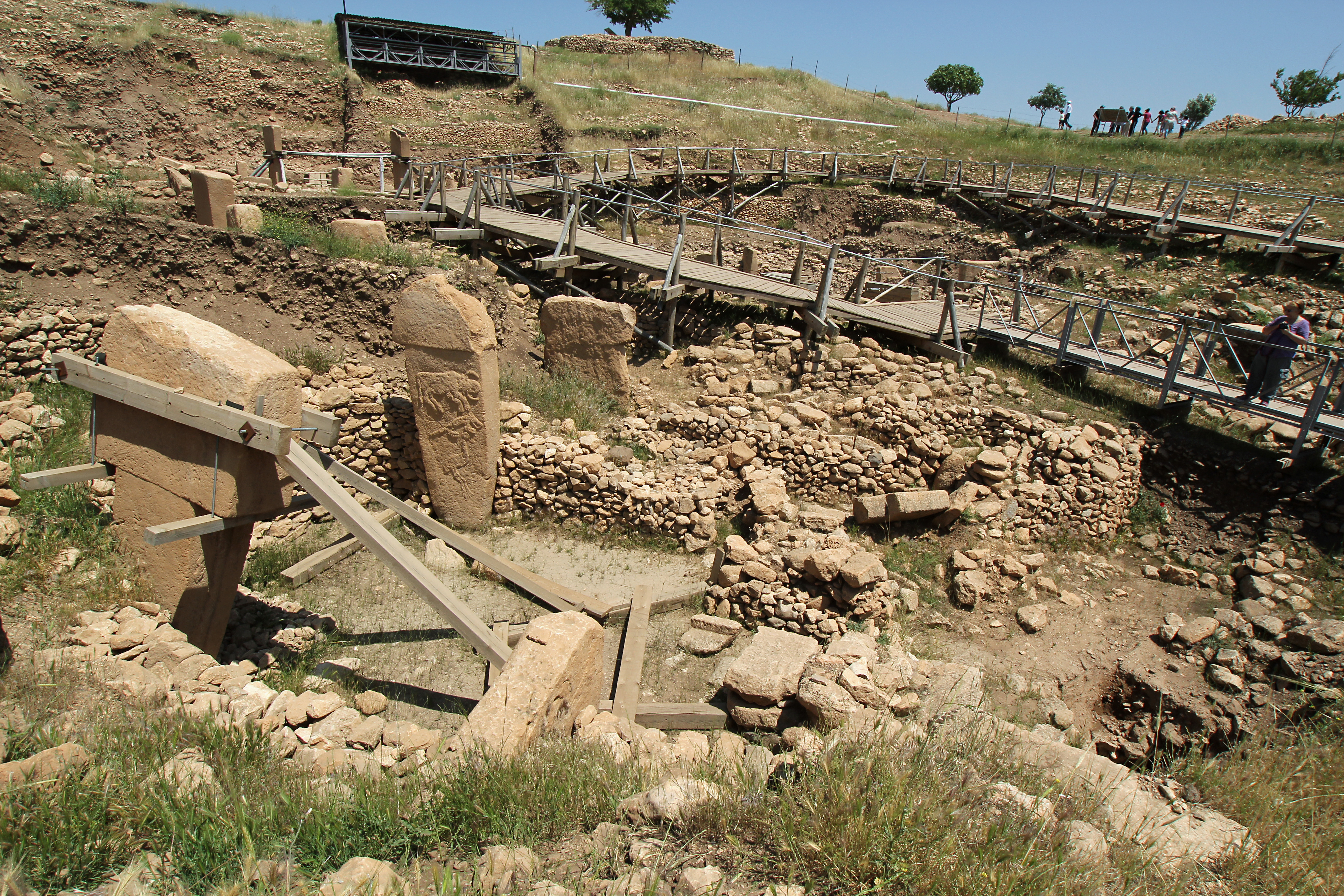
La structure A.
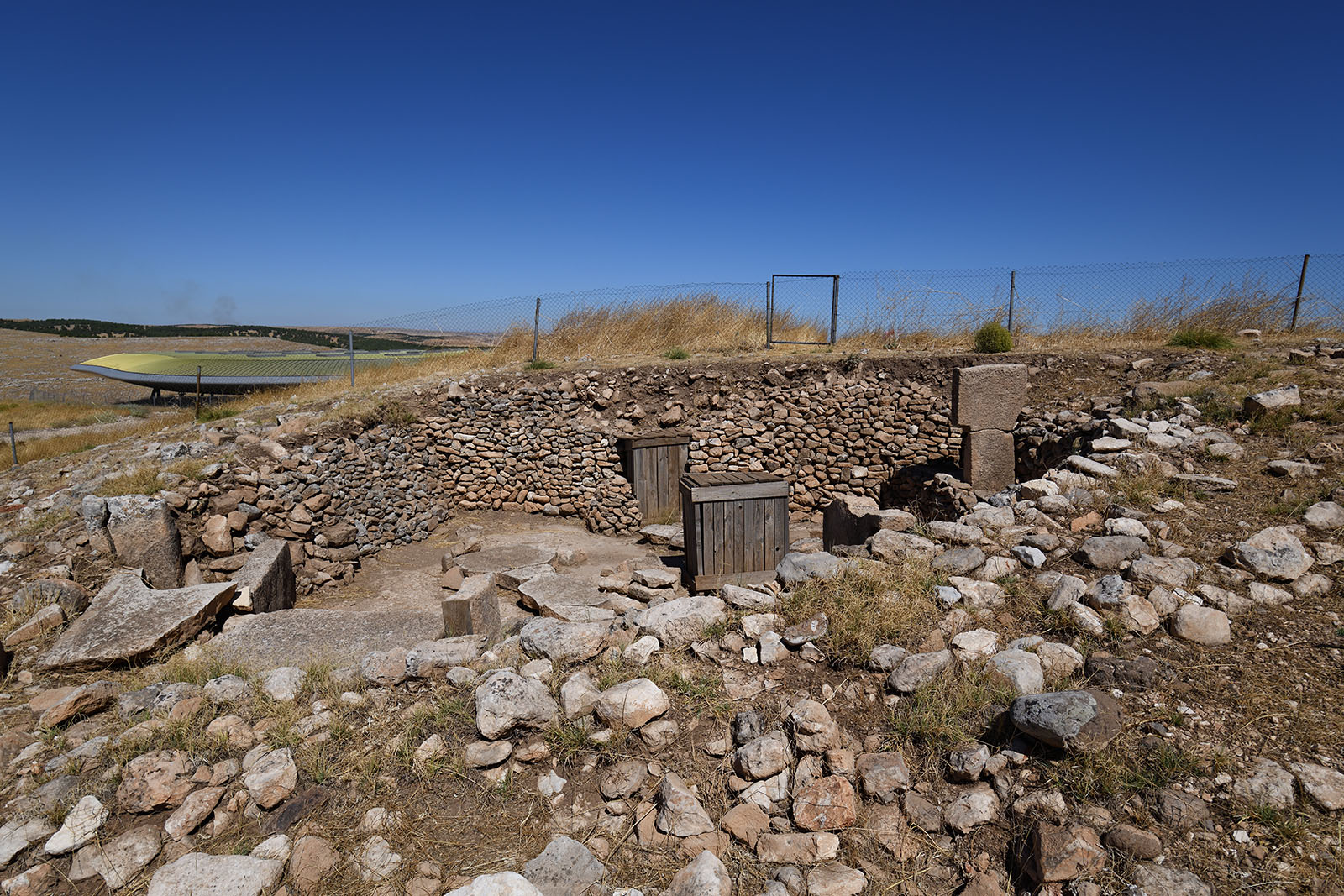
La structure F.

Ces structures ne sont pas toutes similaires par leur organisation. La structure C en particulier, plus vaste, avec environ 30 mètres de diamètre, comprend plusieurs enclos concentriques (trois, peut-être quatre) délimités par des piliers. Son espace central est creusé dans la roche-mère, les deux piliers centraux étant encastrés dans des socles taillés eux aussi dans la roche. Un passage étroit délimité par des murs en dalles de pierre permettait d'y accéder. Son entrée était marquée par un seuil en pierre en forme de U, et des marches avaient été taillées dans la roche afin d'y accéder ; cet accès fut muré à un moment. La structure connaît manifestement plusieurs réorganisations durant les siècles d'utilisation : l'enclos extérieur est le plus ancien, les deux autres ont été ajoutés successivement, réduisant à chaque fois l'espace intérieur ; cela s'est accompagné d'un déplacement des piliers vers les nouveaux enclos ; de plus chacun des enclos a connu plusieurs phases de construction (trois pour les deux premiers, quatre pour le dernier). La structure D, qui comprend le plus large enclos et le mieux préservé, devait disposer de 11 piliers à l'origine, les deux piliers centraux s'élevant à 5,5 mètres de haut.
Le niveau II de la première chronologie du site comprend aussi des enclos circulaires, les enclos E, F et G. L'enclos F, situé plus loin sur la colline sud-ouest, a une organisation similaire à celle des enclos circulaires, mais est plus petit. L'enclos G, situé sur le rebord de la pente sud-ouest, peu exploré, a livré deux piliers, une partie du mur circulaire, et le sol en terrazzo a été atteint.

### Niveau II / Bâtiments rectangulaires
Les structures appartenant au niveau II, désormais plutôt baptisées « structures domestiques », ont été dégagées dans les zones de fouilles situées aux alentours de la partie centrale du site, sur les pentes et la partie haute du site. Ces constructions sont datées du Néolithique précéramique B (PPNB) ancien et moyen, donc autour de la seconde moitié du IXe millénaire av. J.-C..
Les structures rectangulaires s'inscrivent dans la continuité de celles du précédent, mais elles sont de dimensions plus modestes, ce qui confirme une tendance au rétrécissement déjà visible dans l'évolution des enclos circulaires. Les constructions mises au jour sont essentiellement de forme rectangulaire, avec une chambre centrale, mesurant entre 5 et 29 m2. Leur sol est de type terrazzo. Elles devaient avoir un seul niveau, avec un toit en terrasse par lequel se faisait l'accès. Les plus grandes constructions comprennent des piliers en forme de T, plus petits que les précédents, autour de 2 mètres de haut, et aussi des banquettes. Ces bâtiments sont accolés les uns aux autres, partageant parfois un mur mitoyen. Ils semblent avoir tous été construits vers la même période, mais les fouilles ne s'étant pas aventurées au-delà de leur sol le plus récent, leur histoire plus ancienne est en général difficile à reconstituer.
Parmi ces structures plus importantes, le bâtiment 16, construit au nord de l'enclos D, mesure 3,8 × 3,6 mètres et comprend quatre piliers. Il est érigé au sein d'un ensemble de bâtiments plus petits (environ 2 mètres de long) construits au même moment. Le plus vaste bâtiment, le bâtiment 38 ou bâtiment aux piliers à lions, situé sur le point le plus haut de la pente nord, mesure 6,6 × 4,4 mètres et ses murs sont préservés sur 2,10 mètres de hauteur. Il comprend quatre piliers sur pied et deux autres incorporés dans le mur. Il semble témoigner de plusieurs phases de construction. Le bâtiment 9, construit sur la pente sud-ouest surplombant l'enclos B, mesure 5,8 × 3,6 mètres et comprend également quatre piliers, avec quatre phases de construction identifiées.

## Art

### Les piliers en T et leur iconographie
Les piliers des enclos de Göbekli Tepe ont une forme en T, qui se retrouve sur d'autres sites du Néolithique précéramique.
Beaucoup de ces piliers sont sculptés, généralement en bas-relief, parfois en haut-relief. Les représentations les plus courantes sont des animaux : serpents, renards et sangliers avant tout, aussi des aurochs, gazelles, mouflons, onagres, grues, canards et vautours. À chaque fois qu'ils sont identifiables, le sexe de ces animaux est masculin, et ils sont à plusieurs reprises représentés dans une posture agressive,.
Les représentations comprennent aussi des symboles abstraits, surtout un symbole en forme de H, droit ou couché, aussi des croissants et disques, des signes opposés. Les représentations humaines sculptées sont rares ; le pilier 43 de l'enclos D semble représenter en bas à droite un homme sans tête et ithyphallique. Mais la forme en T des piliers est anthropomorphe : le corps est représenté par le fût et le sommet vertical représente la tête. Cela est confirmé par le fait que certains piliers centraux comportent, en plus de représentations animales, des sculptures de bras, de mains et de pagnes.

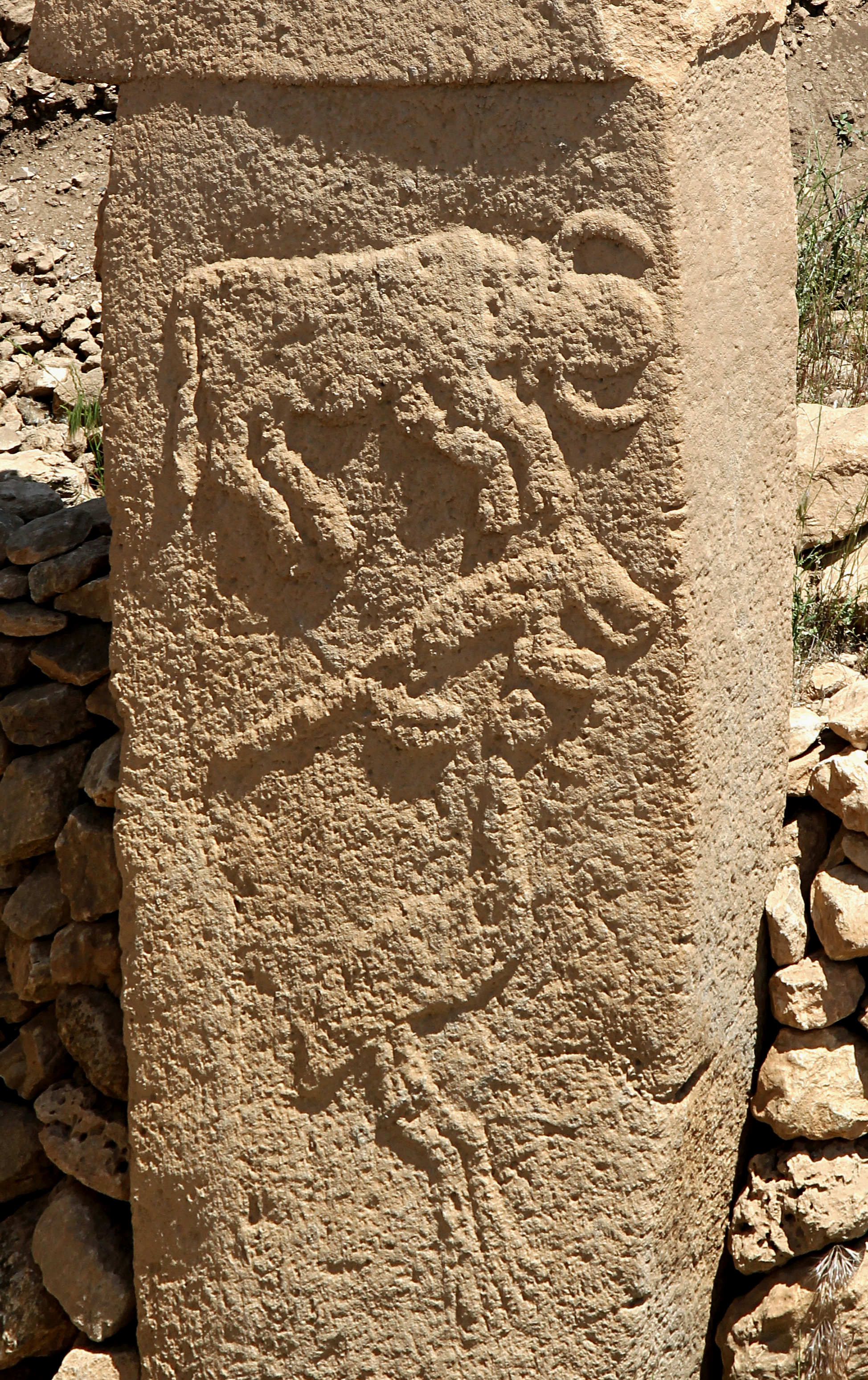
Pilier 2 de l'enclos A : auroch, renard et grue.
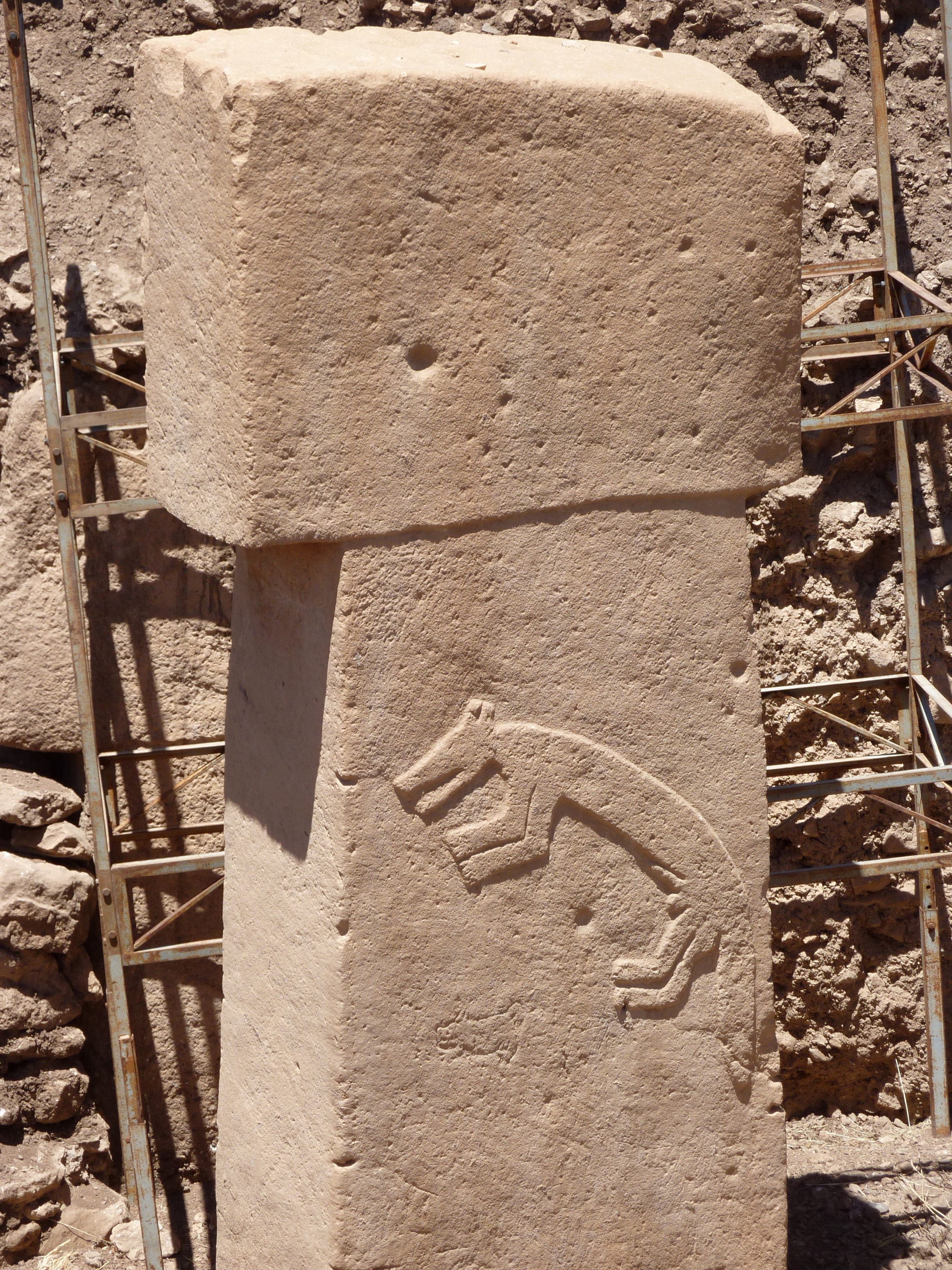
Pilier 10 de l'enclos B : renard.
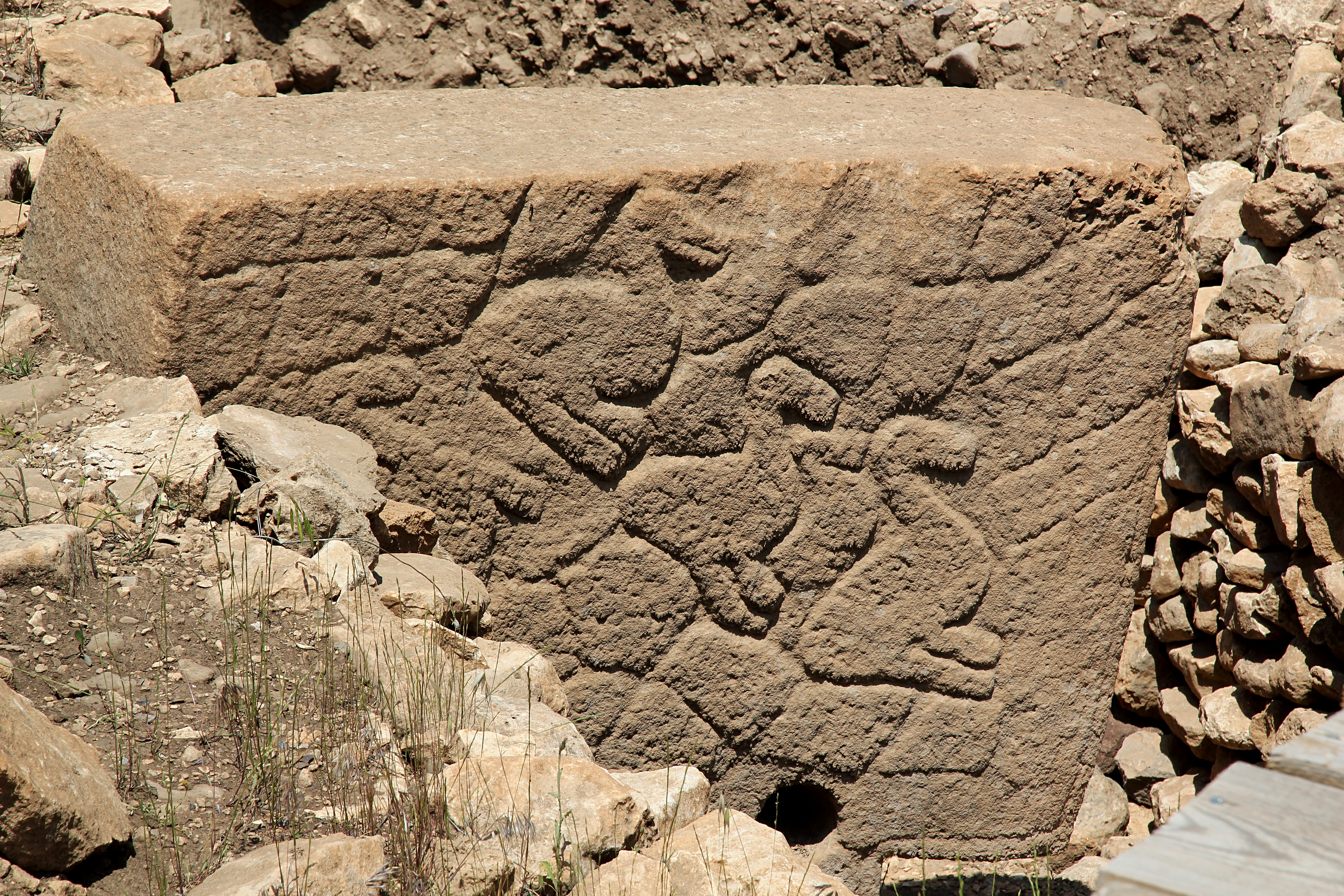
Pilier 12 de l'enclos C : oiseaux.
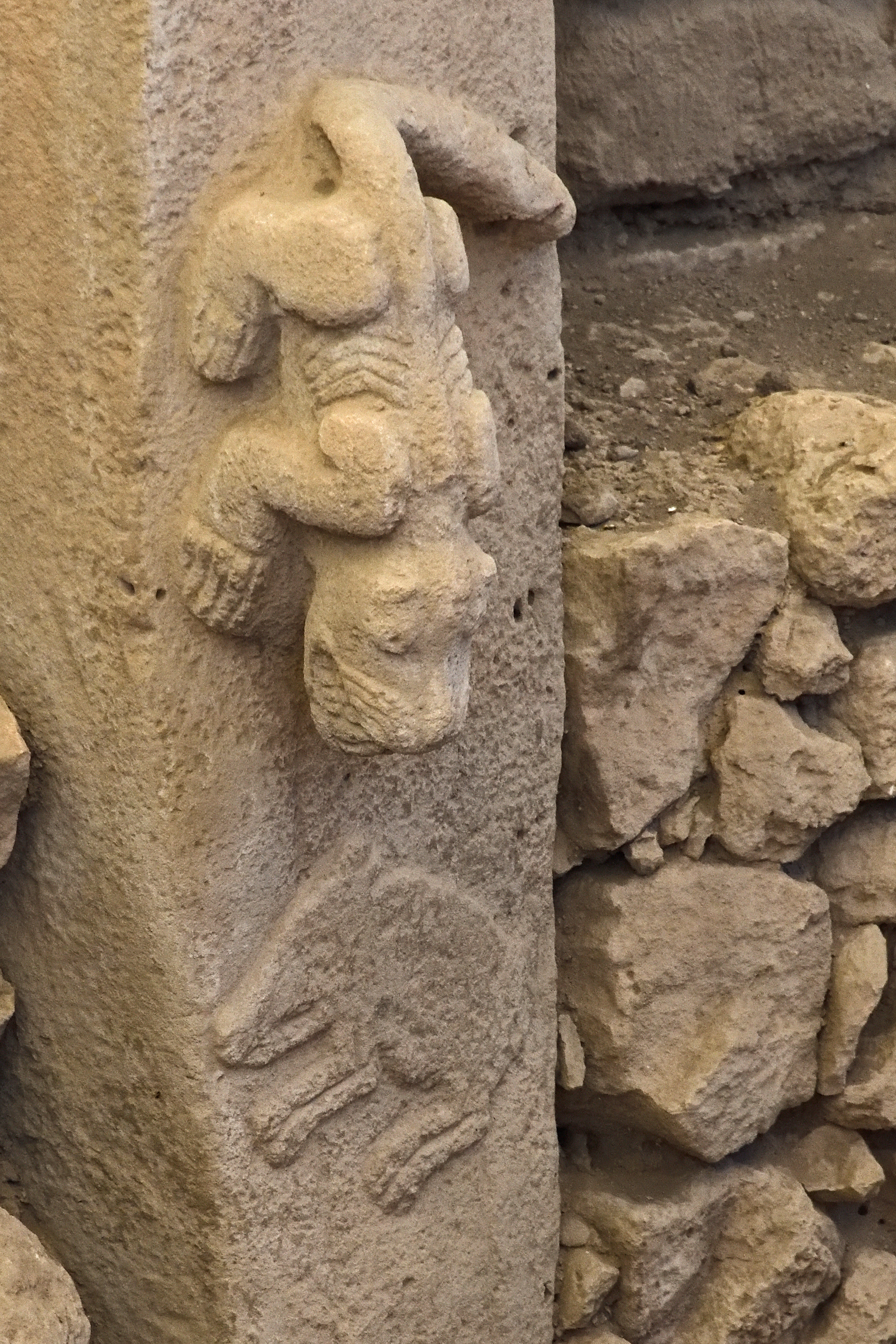
Pilier 27 de l'enclos C : prédateur (félin ?) accroupi en haut-relief.
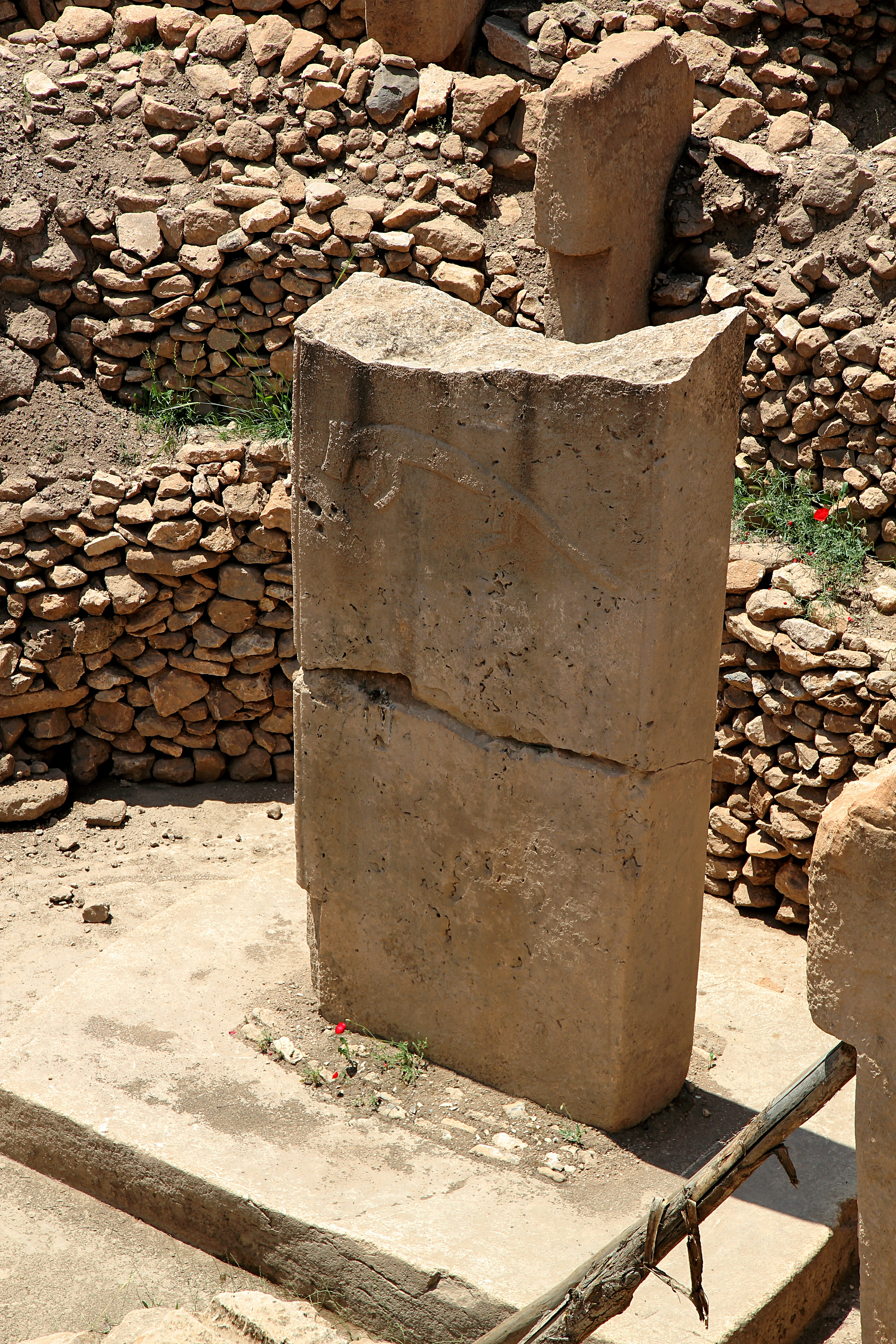
Pilier 37 (central) de l'enclos C : renard.
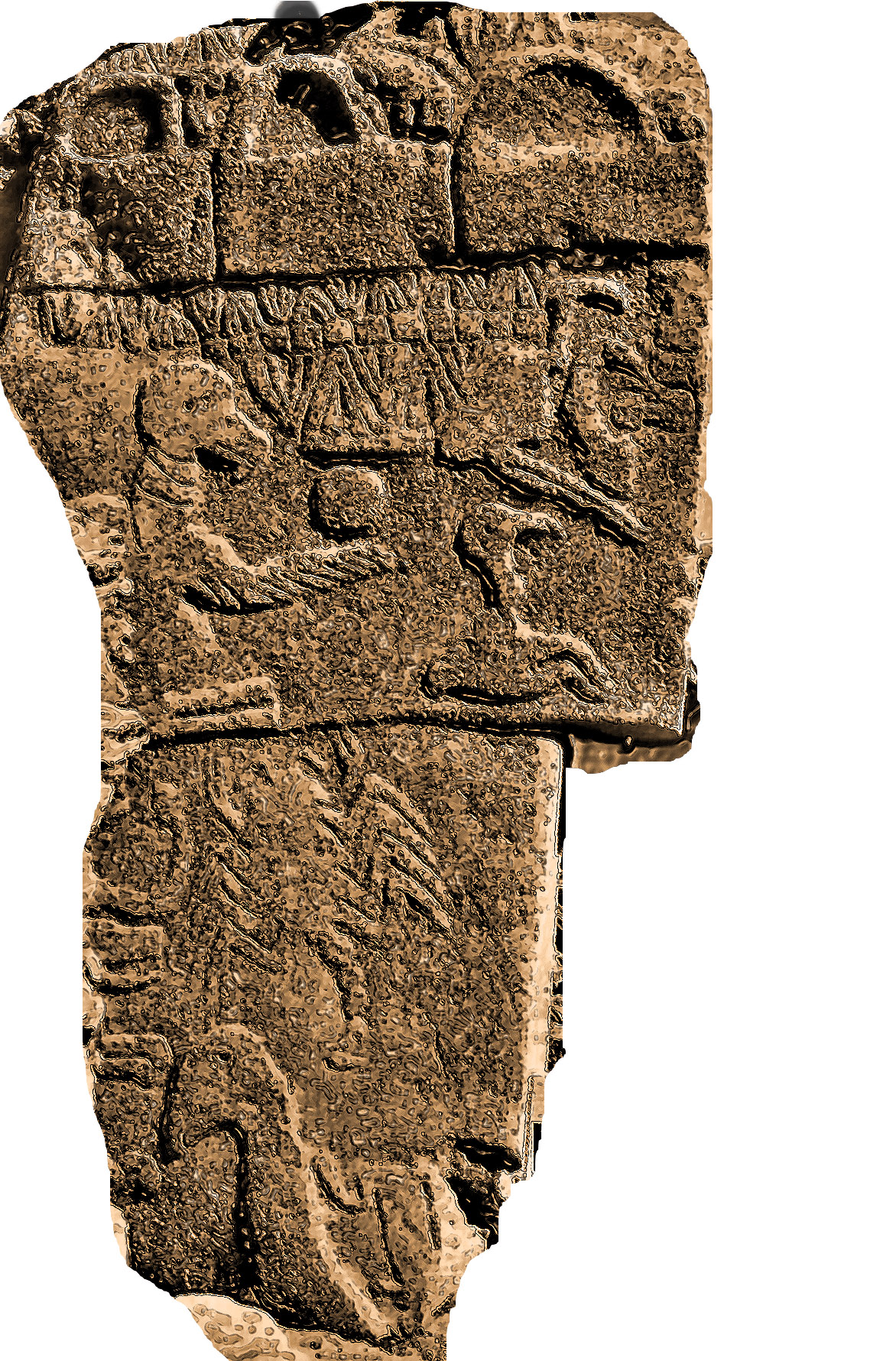
Pilier 43 de l'enclos D.
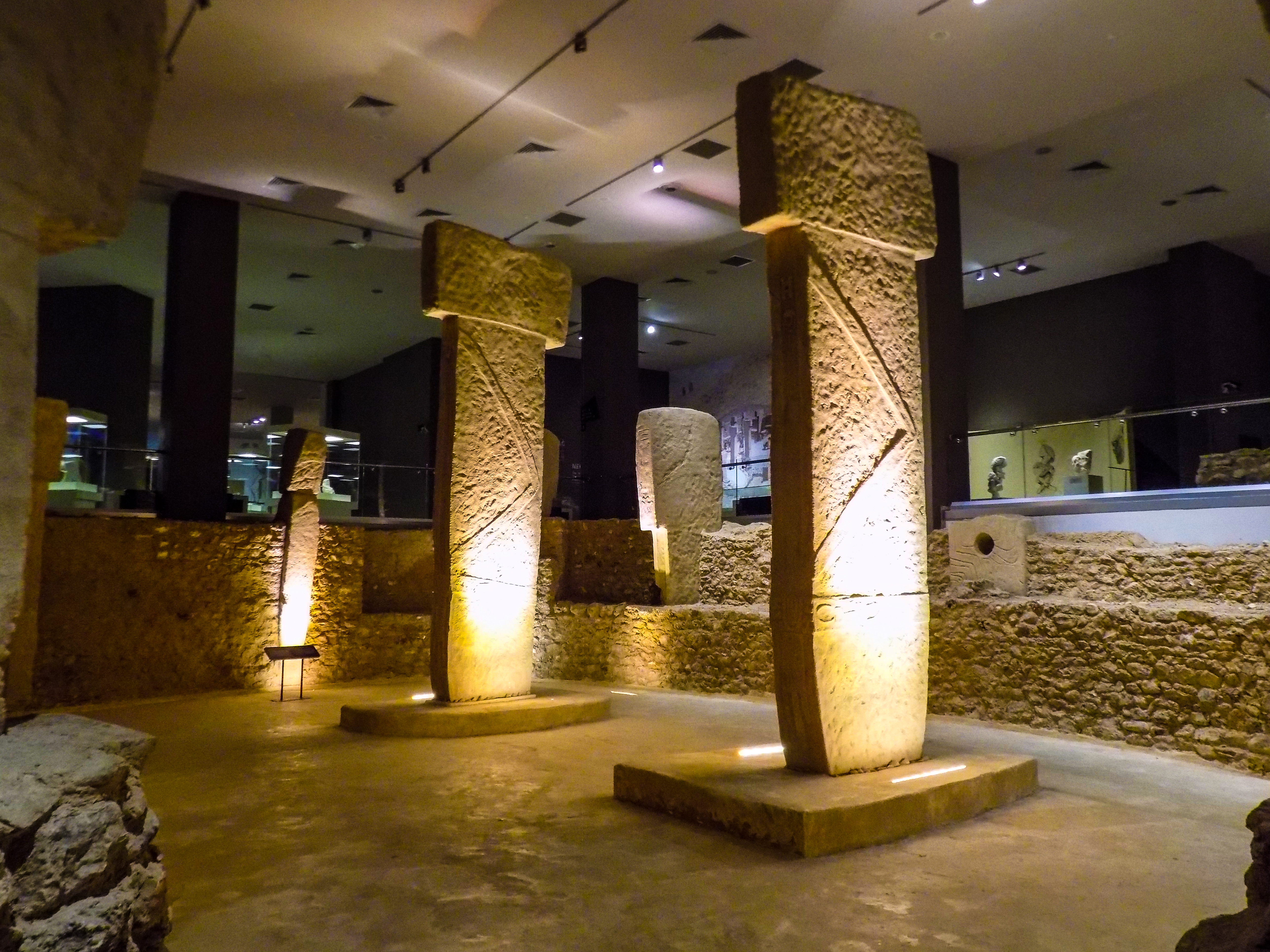
Reproductions des piliers centraux de l'enclos D au musée archéologique de Şanlıurfa ; les gravures représentant des bras sont visibles sur le fût.

Les deux piliers centraux occupent manifestement une place à part dans les enclos. Ceux de l'enclos D sont manifestement des représentations d'humains puisqu'ils ont des bras et portent une ceinture, tenant une pièce de tissu qui cache les parties génitales. Le sexe de ces individus ne peut donc être décelé, et rien n'indique clairement s'ils représentent un homme ou une femme, Schmidt proposant qu'ils représentent plutôt deux hommes car les ceintures qu'ils portent semblent plutôt un attribut masculin dans l'iconographie de la période. Il n'y a qu'une représentation assurée de femme, nue, sur le site, une gravure sur une dalle.

### Autres sculptures
Les structures de Göbekli Tepe, niveau III et II, ont de plus livré plusieurs petites sculptures sur pierre, qu'il est en général impossible d'attribuer à une période ou à une autre. Le répertoire iconographique est là encore très riche, et similaire à celui des piliers du niveau III, avec surtout des représentations animales, mais aussi humaines, et une nouvelle fois essentiellement masculines,. En 2023 la structure D a livré une statue de sanglier qui portait encore des traces de peinture (pigments rouges, blancs et noirs), ce qui en fait la plus ancienne statue peinte connue. Elle était située sur un piédestal orné de motifs divers : un symbole en forme de H, un croissant, des serpents, trois visages ou masques humains.

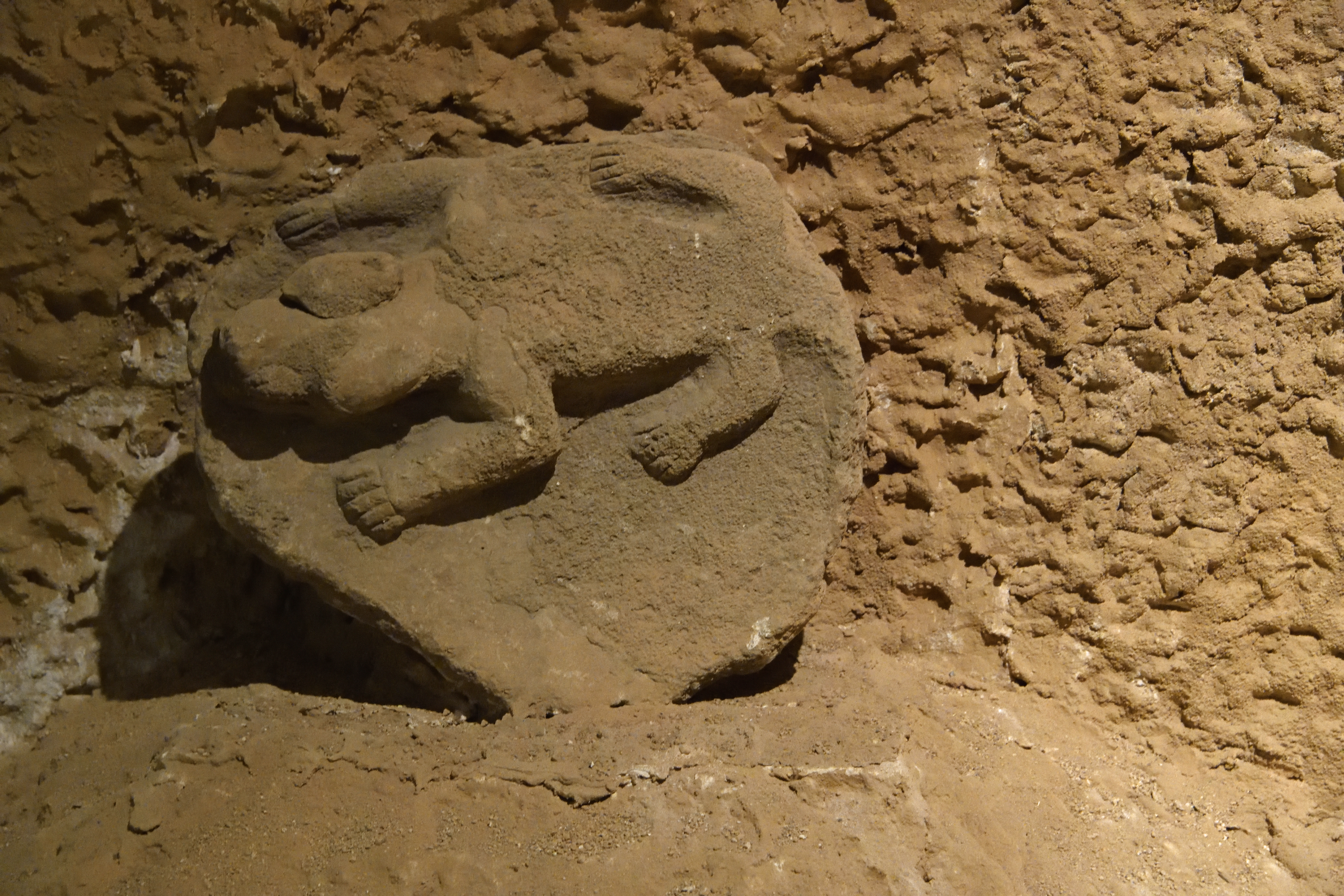
Dalle représentant un animal (reptile ? félin ? glouton ?) en haut-relief.
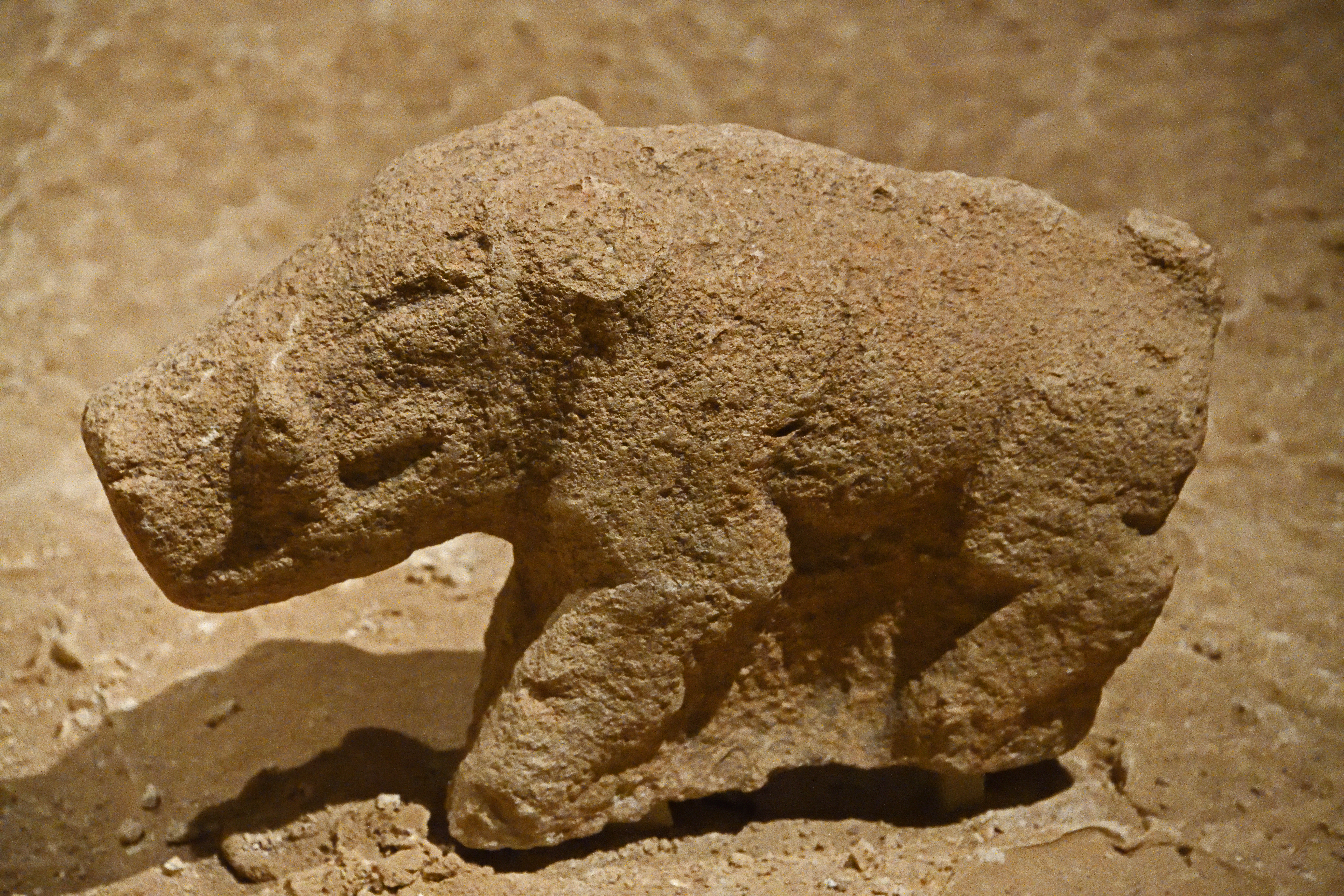
Sculpture de sanglier.
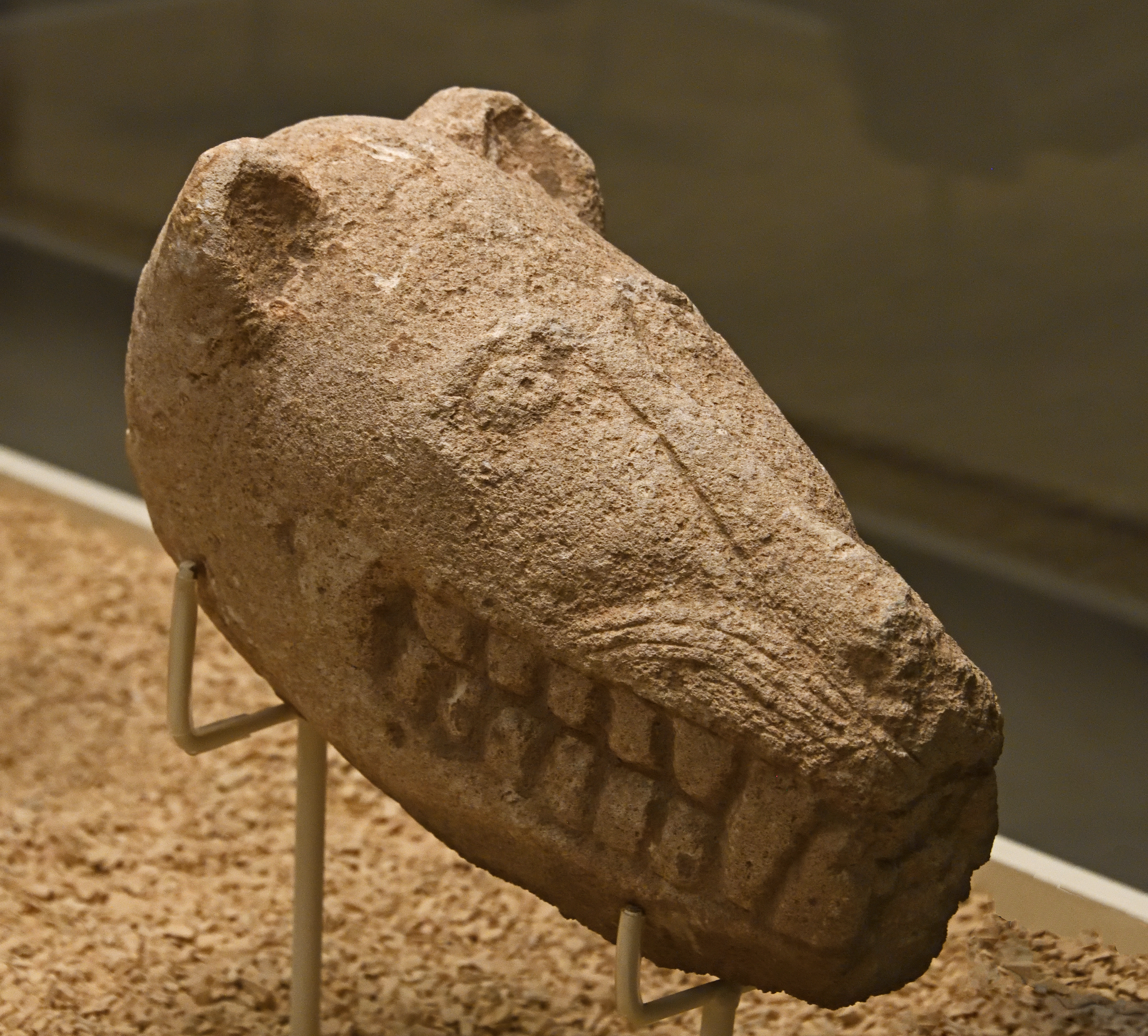
Tête d'animal.

Un « totem » a été mis au jour dans une des structures du niveau II, brisé. Une fois reconstitué, il mesure 1,92 mètre de haut avec un diamètre moyen de 30 centimètres. Il représente trois figures, de haut en bas : un prédateur (ours ou gros félin) dont la tête a disparu, avec un cou et des bras qui ressemblent à ceux d'un humain ; puis un autre personnage dont la tête a disparu, avec des bras humains, sans doute un homme ; et un troisième personnage, un homme dont le visage est cette fois-ci préservé, plus petit. Des serpents sont sculptés de chaque côté. Il pourrait dater du niveau III mais avoir été utilisé jusqu'au niveau suivant, ce qui expliquerait son contexte de découverte.

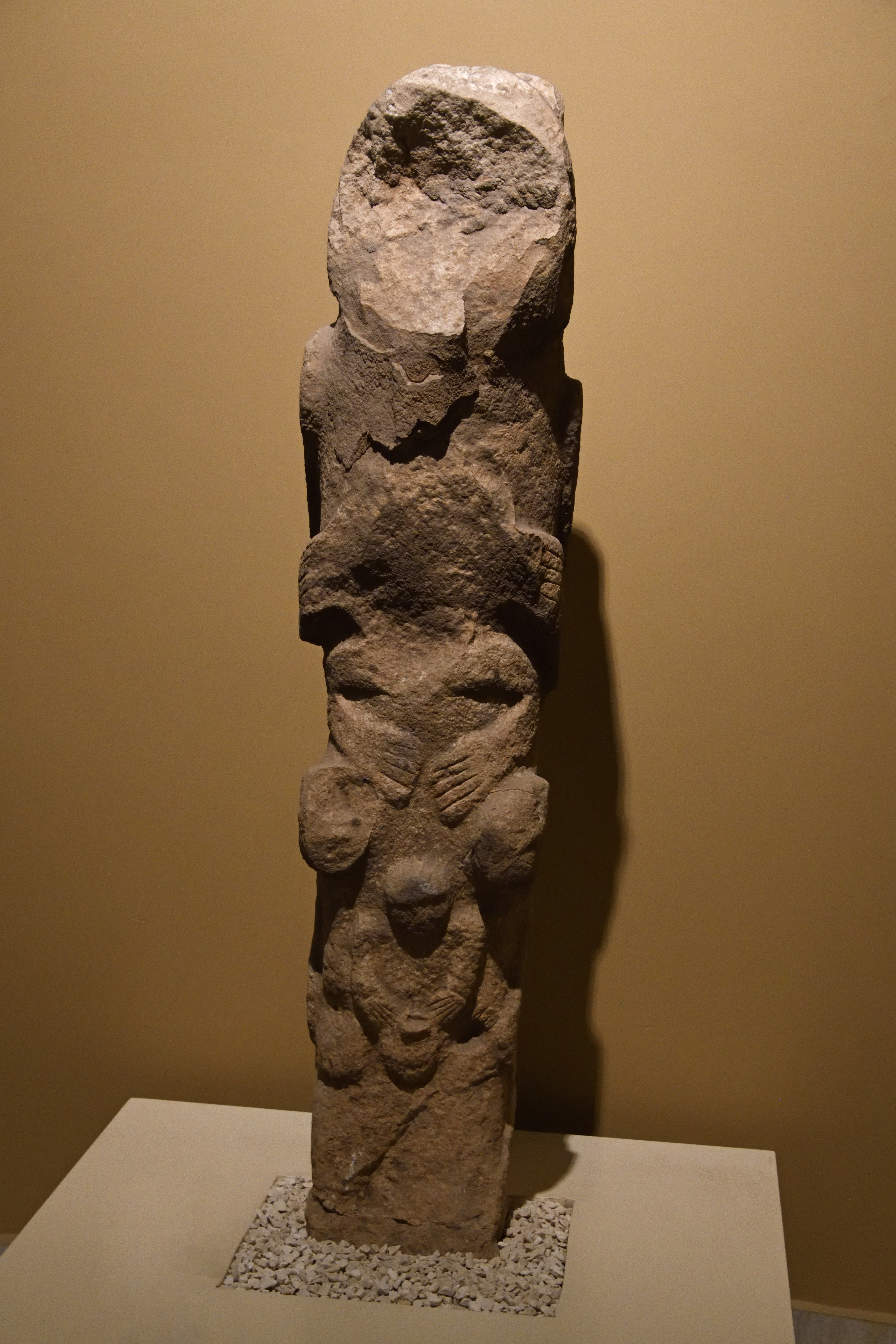
« Totem » du niveau II.
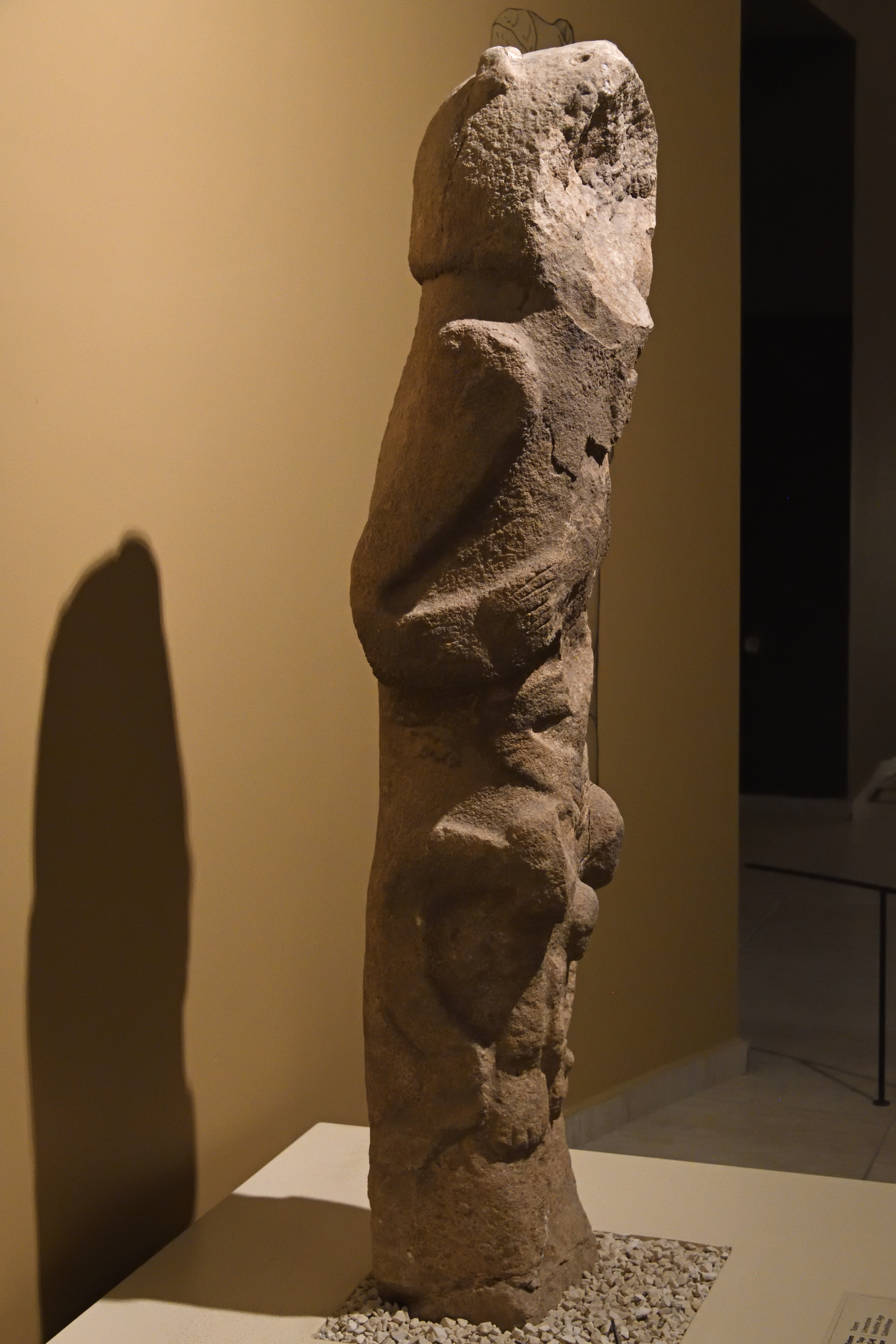
Vue de côté.
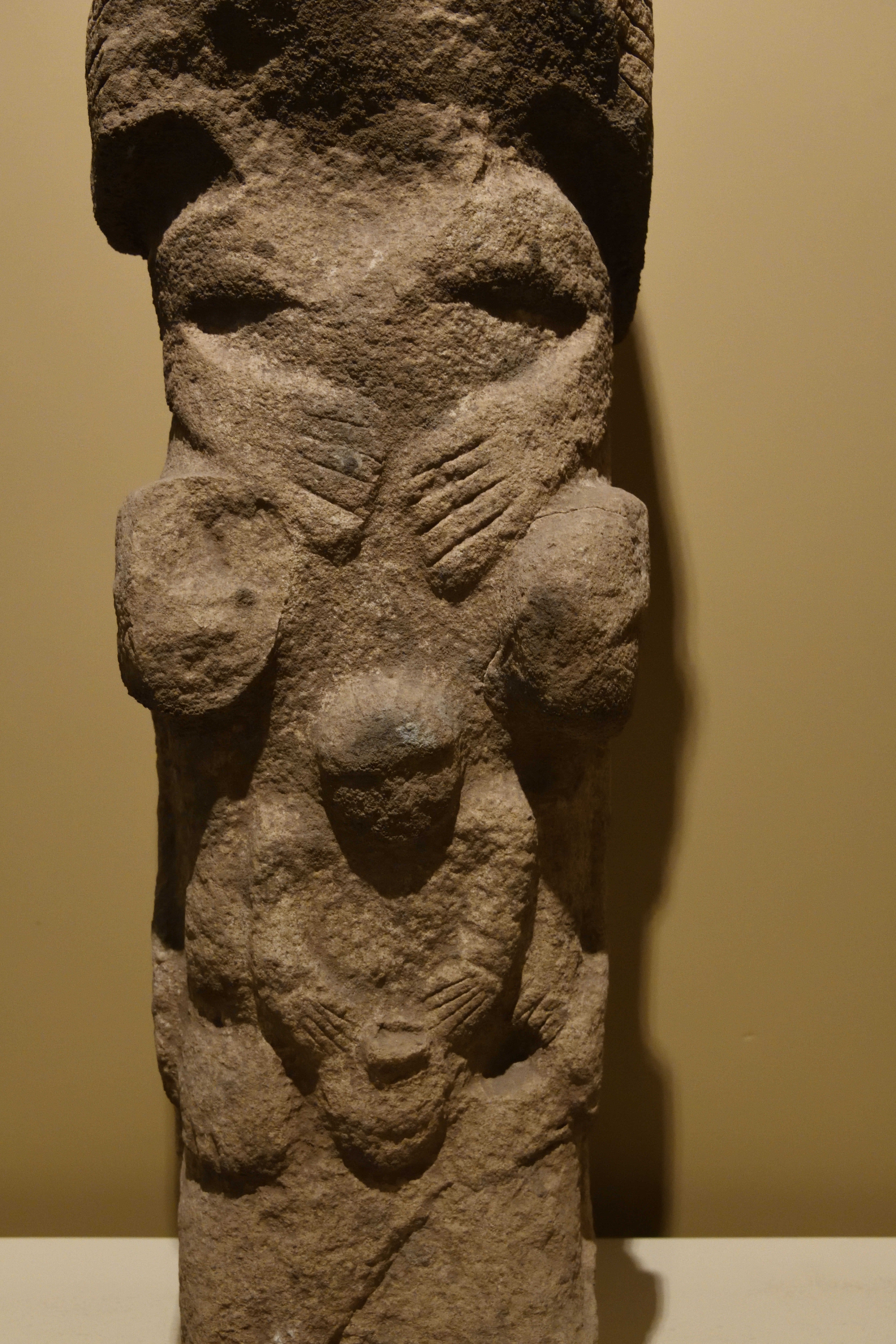
Détail des personnages humains.

Des fragments de statues similaires ont été mis au jour à Nevalı Çori et Kilisik. En revanche aucune statue humaine de grande taille similaire à l'« homme d'Urfa » daté de la même période, ni de figurine en terre cuite, pourtant nombreuses sur le site voisin de Nevalı Çori, n'ont été exhumées à Göbekli Tepe à ce jour. De la même période semblent également dater des reliefs mis au jour à Sayburç, qui présentent des similitudes avec l'art de Göbekli Tepe.

## Culture matérielle
En dehors de ses objets artistiques spécifiques, le site de Göbekli Tepe comporte les éléments caractéristiques de la culture matérielle du Néolithique précéramique, qui se retrouvent sur les sites voisins de la même époque (Çayönü, Nevalı Çori, Körtik Tepe, Jerf el Ahmar, Tell Abr, Tell Qaramel). L'industrie lithique est généralement constituée de lames débitées suivant la méthode bipolaire, à partir de noyaux (nucléus) naviformes, répandue au début du Néolithique précéramique B. Elle est en très grande majorité taillée dans du silex de couleur sombre de grande qualité, très peu en obsidienne, et les objets sont des pointes de flèches, burins, grattoirs, et autres, notamment des pointes de type Byblos, Nemrik et à retouche Helwan courantes à ces périodes. L'outillage en os et en bois de cervidé est rare, alors que les poinçons en os sont répandus sur les sites contemporains. Le mobilier lourd en pierre polie servant à la mouture est très standardisé : gros mortiers en basalte de forme ovoïde, accompagnés de pilons cylindriques ou coniques produits également à partir de basalte. De grands contenants en calcaire ont également été retrouvés, ainsi que des dalles en calcaire avec des marques en forme de petites coupes et de gros anneaux en calcaire de 0,5 à 1 mètre de diamètre dont la fonction n'a pas pu être identifiée. La petite vaisselle en pierre a des parois fines, et des décors incisés géométriques et figuratifs (type Hallan Çemi).

## Subsistance et consommation d'aliments
Aucune trace de pratique de l'agriculture ou de l'élevage n'a été identifiée sur le site de Göbekli Tepe, qui est donc considéré comme l’œuvre de groupes de chasseurs-cueilleurs, mode de subsistance des populations de ces périodes. Le site se trouve dans un environnement offrant une grande variété de ressources alimentaires, et a livré des restes de céréales sauvages, d'amandes, de pistaches, etc.. Les restes animaux confirment cette diversité : surtout des gazelles à goitre, des aurochs et des hémiones, aussi des sangliers, des moutons sauvages, des cerfs élaphes, des lièvres, des renards, ainsi qu'une grande variété d'oiseaux (canards, oies, grues, etc.). La principale période de chasse des mammifères semble être celle couvrant la fin de l'été et l'automne, et s'effectue sans doute avec une organisation collective. Les pointes de flèches en silex mises au jour sur le site indiquent une chasse à l'arc, peut-être aussi à la lance. Les expérimentations qui devaient conduire à la domestication de plantes et des animaux (un stade « pré-domestique ») sont identifiées pour les époques contemporaines et juste après sur des sites voisins (Çayönü, Cafer Höyük, Jerf el Ahmar). 
Les objets et installations liés à l'alimentation mis au jour à Göbekli Tepe sont atypiques dans le contexte de cette période. Le site n'a en effet pas livré de foyers ou de fours, ni de silos, mais en revanche ses deux niveaux comprennent une concentration anormalement élevée d'instruments de broyage des grains et de contenant en pierre (plus de 10 000). De même les outils liés à la chasse sont très présents, ainsi que les restes d'animaux (avant tout des gazelles, des aurochs et des hémiones). Les constructions rectangulaires ont livré des restes de céréales (surtout de l'engrain et de l'orge sauvages) associés à ces instruments de broyage, indiquant que ceux-ci servaient bien pour la production de farine. En revanche les instruments de broyage retrouvés dans les bâtiments ronds semblent plutôt avoir servi à broyer de l'ocre. Les céréales ont également pu être fermentées dans des contenants, pour produire une boisson faiblement alcoolisée.

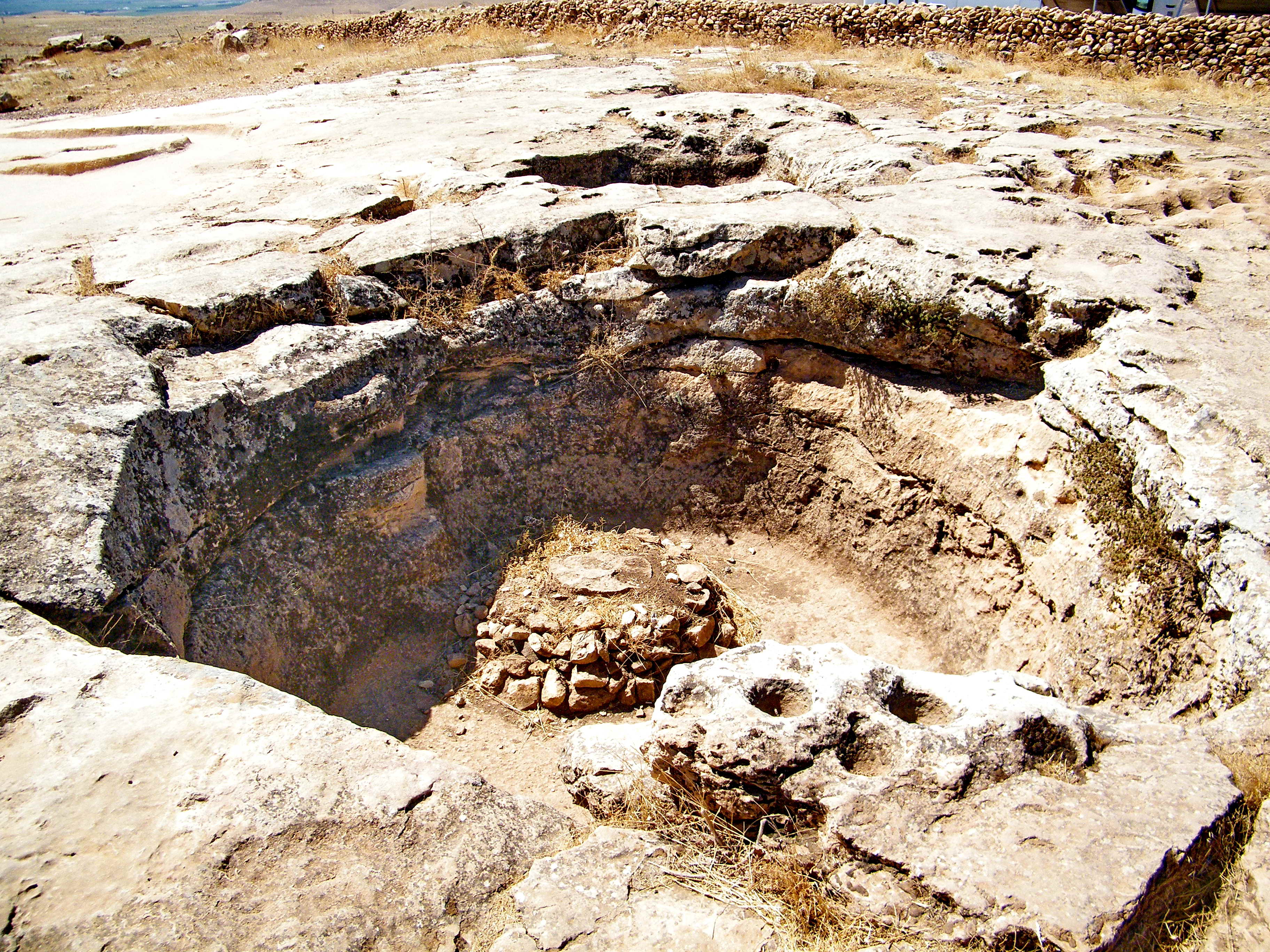
Réservoir d'eau creusé dans la roche à proximité du site.

On trouve également de nombreux fragments de coupes à boire en pierre. Il n'y a pas de source d'eau à proximité du site, des citernes ont été repérées sur le plateau calcaire le surplombant, mais leur capacité est de 153 m3, ce qui est jugé trop limité pour alimenter un village en eau. Cela a servi comme argument pour soutenir que le site n'est pas peuplé en permanence et ne sert que pour des événements occasionnels, festifs, entraînant des pics de consommation saisonniers importants, qui nécessitent une importante production de nourriture, et apparemment aussi de boissons fermentées.

## Restes humains
En 2017, on répertoriait 691 fragments humains provenant des fouilles de Göbekli Tepe, dont l'analyse ostéologique avait débuté en 2009. Ils ne proviennent pas de sépultures, puisqu'aucune n'a été mise au jour sur le site, mais des débris dégagés principalement dans les bâtiments circulaires, ce qui indique qu'ils y avaient été déplacés depuis d'autres endroits. La manipulation des corps des défunts est en tout cas une pratique courante à l'époque, et attestée à Göbekli par les prélèvements et modifications de crânes humains (voir plus bas).

## Interprétations

### Un site rituel

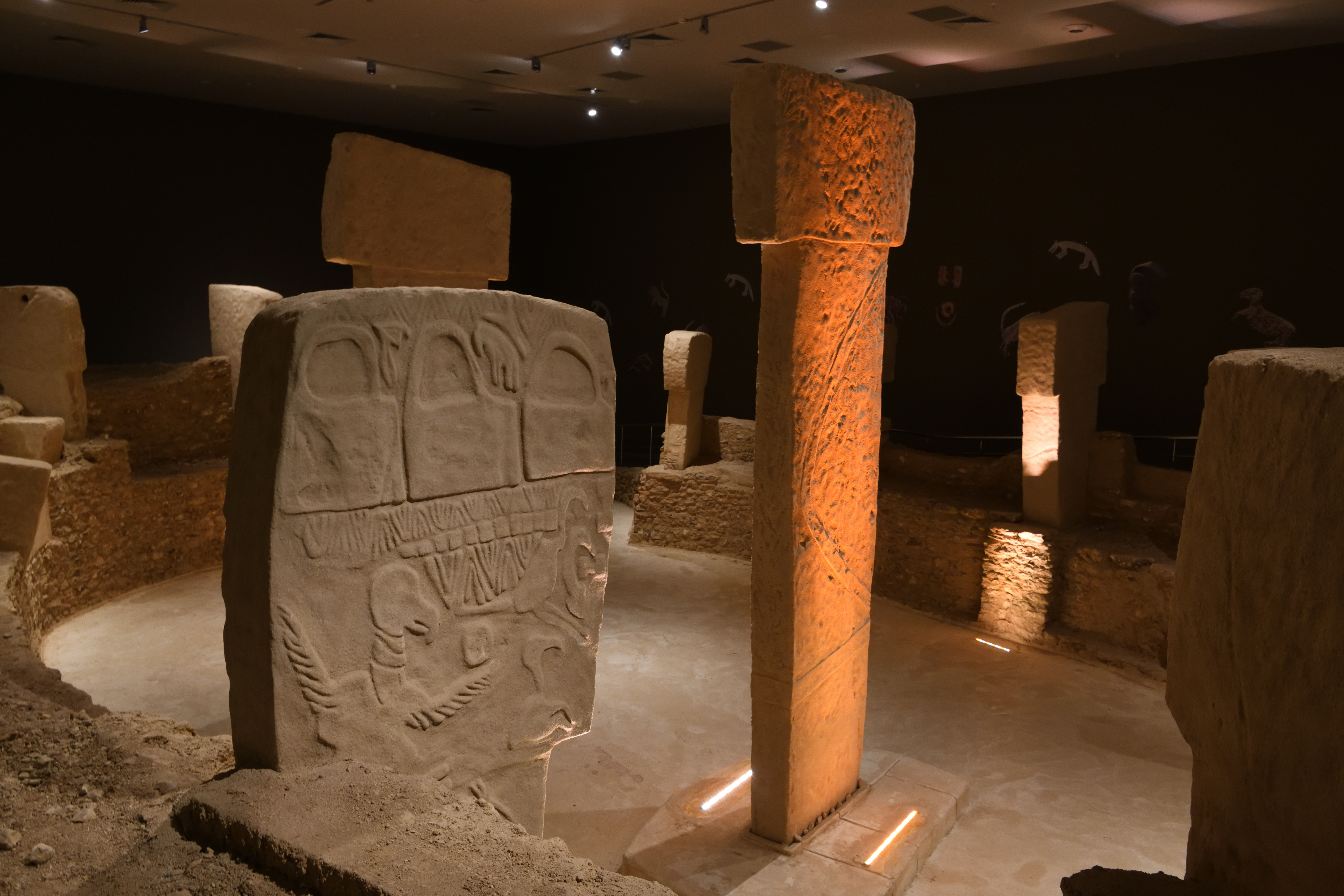
Reproduction de l'enclos D au musée archéologique de Şanlıurfa.

L'interprétation de Göbekli Tepe par Klaus Schmidt et son équipe de fouilles, formulée dès sa mise au jour et valant aussi bien pour le niveau III que pour le II, est que les structures mises au jour sont des sanctuaires, sans présence d'espaces domestiques, et même les « premiers temples » connus. Ils serviraient dans le cadre d'un culte regroupant plusieurs groupes de chasseurs-cueilleurs, à une échelle « supra-régionale ». Ils formeraient une « communauté rituelle », à laquelle il faudrait intégrer d'autres sites disposant de piliers similaires situés dans le voisinage de Göbekli Tepe, mais encore mal connus : Sefer Tepe, Karahan Tepe, Hamzan Tepe. Ces groupes se sont mobilisés pour construire un sanctuaire mégalithique monumental, destiné à devenir un lieu de rencontre, où se tiennent des festivités nécessitant d'importantes ressources alimentaires. Ce sanctuaire peut donc avoir fonctionné grâce à une sorte d'« amphictyonie », ligue de communautés locales ayant une finalité cultuelle. Selahattin Güler, Cihat Kürkçüoğlu et Mehmet Özbek suggèrent que chacune des différentes enceintes successives a pu accueillir, pour une période donnée, les représentants de plusieurs clans, peut-être pour échanger des informations, des biens, des personnes ou des ressources, se répartir des territoires de cueillette et chasse, nouer ou dénouer des alliances, sous l’égide des monolithes en forme de T figurant leur animal ou personnage totémique. 
Ces idées et ces reconstructions de rituels rejoignent d’autres propositions formulées sur les us et coutumes, et aussi sur la religion des premiers temps de la néolithisation. D'abord la « révolution des symboles » envisagée par J. Cauvin, selon qui un changement des mentalités débouche sur les premières expériences de domestication des plantes et des animaux et ouvre la voie à ces changements. Ensuite les propositions de B. Hayden selon lesquelles l’organisation des fêtes aurait entraîné à cette période la nécessité d’exploiter plus intensément les ressources alimentaires, incitant à rechercher de nouvelles voies, dont la domestication, et aussi des organisations collectives plus importantes.

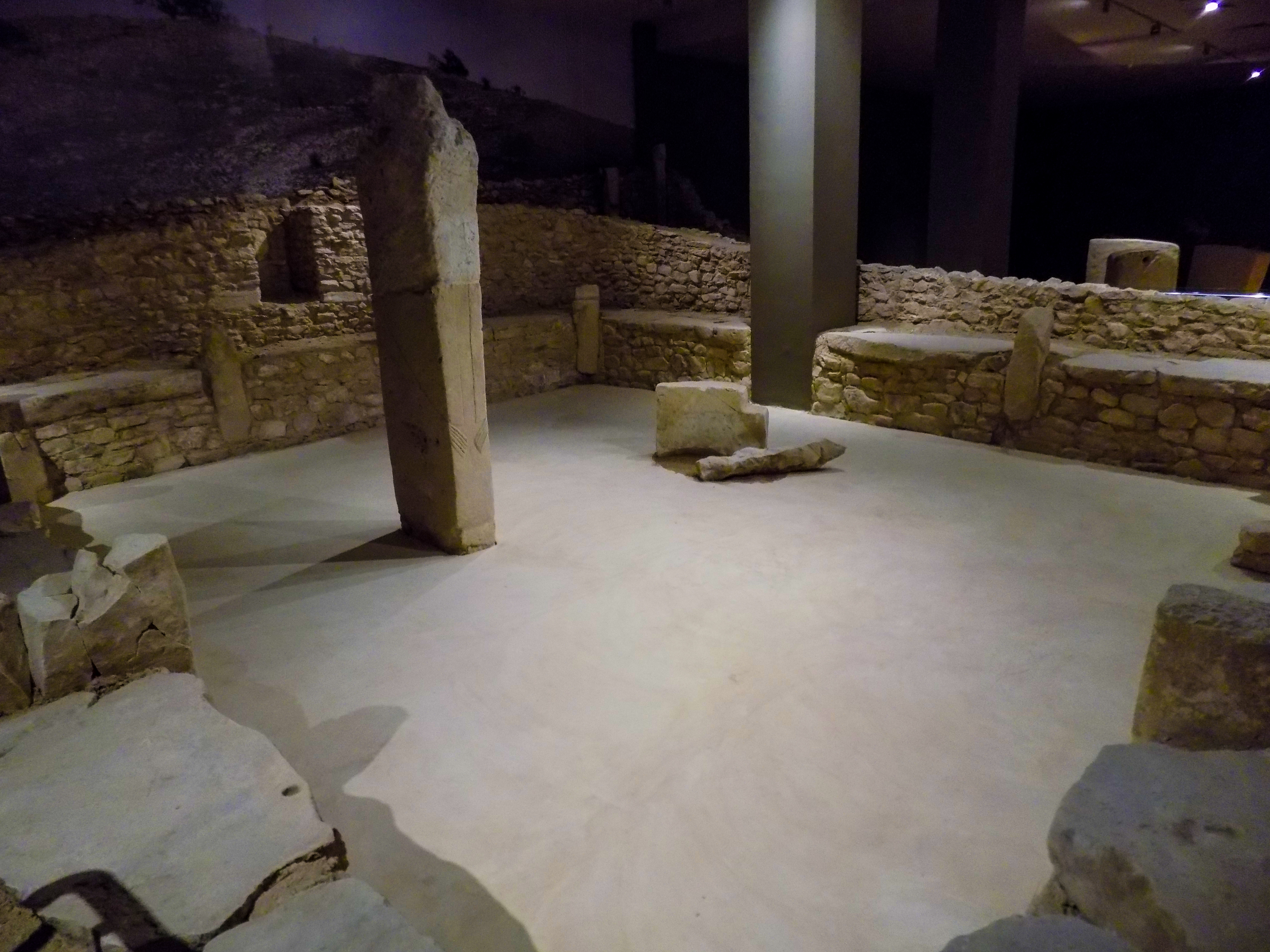
Reconstitution du sanctuaire de Nevalı Çori au musée archéologique de Şanlıurfa.

L’interprétation du site ne se comprend pas sans comparaison avec les autres sites de la Haute Mésopotamie du néolithique précéramique, où des villages de chasseurs-cueilleurs sédentaires développent les premières expérimentations menant à l’apparition de l’agriculture et de l’élevage (une phase « pré-domestique »), et partageant un ensemble de traits communs qui laissent penser qu’ils ont pu aussi pratiquer des rituels communs (symboles, pratiques funéraires), et où on voit apparaître des espaces qui peuvent être caractérisés comme rituels, ou du moins non domestiques. C’est le cas des bâtiments communautaires circulaires des villages du Moyen Euphrate du PPNA (Jerf el Ahmar, Tell Abr, Mureybet) et des édifices du PPNB de Çayönü et Nevalı Çori, situés à proximité de Göbekli Tepe, qui sont similaires à ceux du niveau II de ce dernier. Göbekli Tepe partage avec eux le fait d’être un témoignage de l’apparition d’une architecture collective, publique, de monuments servant à des communautés pour s’affirmer symboliquement en tant que groupe par le biais de constructions. 
Göbekli Tepe a manifestement une place singulière dans son contexte historique, puisqu’il devait servir de point de ralliement à des communautés de chasseurs-cueilleurs vivant autour. Ce site et ses voisins pourraient aussi témoigner d'un nouveau rapport à la nature, qui s'éloigne de celui des sociétés de chasseurs-cueilleurs plus anciennes et s'inscrit dans les changements liés au début du Néolithique : « le lieu sacré est construit de main d'homme. Cet espace est lui-même une production humaine. On ne se contente plus d'utiliser les données de la nature (i.e. comme les grottes paléolithiques). On a recours à l'architecture, ici médiat culturel, pour définir et bâtir l'espace et le volume du sacré. (…) Ici encore, la nature recule face à la culture » (J. Guilaine). L'archéologue et professeur allemand Thomas Zimmermann a proposé de voir dans Göbekli Tepe une sorte de baroud d'honneur des chasseurs-cueilleurs, dans un monde qui entame le processus de néolithisation et marque la disparition de leur culture au profit de celle des agriculteurs-éleveurs : « Ces structures circulaires monumentales pourraient ainsi représenter l'héritage riche et accumulé au fil des millénaires d’une fière culture de chasseurs-cueilleurs, qui avait cependant dépassé son apogée et tenta, dans un ultime sursaut, de mobiliser l’énergie colossale nécessaire à leur édification. Un dernier lieu d’envoûtement — à la fois point culminant et chant du cygne de la culture nomade du Pléistocène tardif — semble se manifester ici, dans le sud-est de la Turquie actuelle, au sommet du "Croissant fertile". »
Il faut aussi mettre en avant la singularité de la durée d’occupation du site et de sa monumentalité, alors que la grande majorité des sites de cette période sont des habitats temporaires ou occupés quelques générations, et de dimension modeste.

### La question de la présence d'espaces domestiques
L’interprétation de Göbekli Tepe comme « sanctuaire » a été contestée par E. B. Banning, qui considère que l’on peut bien identifier des espaces domestiques sur le site. Selon lui, ces bâtiments présentent certes une iconographie très riche de sens symbolique, mais cela ne suffit pas à exclure la possibilité qu’ils aient servi de résidences. 
L’équipe qui fouille le site a maintenu son interprétation cultuelle en mettant en avant la spécificité architecturale des structures arrondies-ovales, tout en admettant la nécessité de l’amender en réfléchissant sur l’imbrication entre activités rituelles et domestiques sur le site, donc d'envisager la polyvalence des différentes structures,. Les études portant notamment sur la présence de nombreux instruments de broyage et de transformation des végétaux dans les bâtiments rectangulaires ont contribué à ce changement d'interprétation.
Puis par la suite les travaux de Kurapkat, puis de Kinzel et Clare ont conduit sur une proposition de distinguer plus nettement entre les structures en fonction de leur forme : les constructions arrondies et ovoïdes occupant le cœur du site sont des bâtiments « spéciaux » (avec guillemets) dont la forme et l'aspect (notamment la présence des piliers) les distingue clairement des constructions à usages domestiques contemporaines identifiées dans la région (à Nevalı Çori, Çayönü, Gürcütepe, Akarçay Tepe), ce qui conforte l'interprétation rituelle/religieuse ; les constructions rectangulaires des pentes reprennent en revanche la forme des espaces domestiques attestées ailleurs à la même époque, et la présence de piliers en « T » ne semble pas y avoir seulement un usage symbolique mais aussi une fonction structurelle (servant de contreforts), ce qui fait que Kinzel et Clare les désignent comme des structures « domestiques » (avec guillemets).

### Iconographie, croyances et pratiques rituelles
L’analyse des piliers en T et de leur iconographie est vue comme la clé pour comprendre l’univers mental et rituel de cette communauté, mais elle ne peut être que conjecturelle, puisque les parallèles tracés concernent soit des périodes historiques de la même région, très postérieures à celle d’activité du site, soit des parallèles ethnographiques venant d’autres lieux et époques. Schmidt veut voir dans les personnages représentés par les piliers des « êtres surnaturels », tandis que les autres représentations anthropomorphes, plus petites, mises au jour sur le site ou d’autres des mêmes époques (Nevalı Çori) seraient des sortes de « gardiens de l’autre-monde », de statut inférieur. Selon cette interprétation, les enceintes « symbolisent des assemblées humaines, et les pierres levées, disposées en cercle, représentent des personnages stylisés ».
Concernant les animaux représentés, ils correspondent à la faune qui se trouvait alors autour du site et qui était chassée, même si les animaux qui étaient le plus souvent au menu des fêtes de Göbekli Tepe (gazelles, bovidés, hémiones) ne sont pas ceux qui y sont les plus représentés (serpents, renards, sangliers). Cette inadéquation laisse à penser que ces représentations renvoient plutôt à des motifs mythologiques qu'à des rituels liés à la chasse. Le fait qu'ils soient souvent représentés en posture agressive pourrait indiquer qu'ils servent de protecteurs pour les piliers anthropomorphes, mais cette option n'est pas forcément suffisante car le message symbolique gravé semble plus complexe, notamment parce que les motifs animaliers coexistent avec d'autres qui ne le sont pas. Les représentations de vautours pourraient renvoyer au thème de la mort, le site ayant peut-être servi pour des rites funéraires. Le serpent est couramment représenté sur les sites de la période (sur de la vaisselle et des plaques gravées). La présence courante du renard est plus difficile à interpréter, cet animal n'apparaissant plus trop dans le répertoire iconographique proche-oriental par la suite. Des différences ont également été constatées entre les enclos du niveau III : le serpent est plus représenté dans la structure A, le renard dans la B, le sanglier dans la C, tandis que la D présente une imagerie plus variée, où les oiseaux (vautours notamment) occupent une place importante, et dans la H les félins semblent plus présents. Comme vu plus haut il pourrait s'agir d'animaux « totémiques » servant d'emblèmes à différents groupes se partageant le site,,.
En comparant les données de Göbekli Tepe et celles du site néolithique plus tardif de Çatal Höyük, en Anatolie centrale (v. 7400-6000 av. J.-C.), I. Hodder et L. Meskell ont proposé de repérer trois thèmes symboliques principaux : la mise en avant des pénis dans l'iconographie, un aspect phallocentrique du culte, ce qui va à l'encontre de l'idée répandue de l'importance d'un culte de la fertilité lié à une « grande déesse » durant le Néolithique proche-oriental ; la mise en avant des animaux sauvages et dangereux, comme l'implique la présence dominante de prédateurs, souvent en posture menaçante, avec les griffes et les crocs clairement soulignés, dans le répertoire iconographique de Göbekli Tepe (plus qu'à Çatal Höyük) ; et les pratiques de transpercement et de manipulation des corps, notamment le retrait des crânes des humains comme des animaux. Toute cette symbolique et les rituels qui lui sont liés auraient une dimension mémorielle et historique, visible dans la continuité d'occupation et les différentes phases de reconstruction de ces sites. La maîtrise du monde sauvage et la manipulation des corps participeraient aux changements accompagnant la mise en place du processus de domestication.
L'association entre piliers de forme humaine et représentations d'animaux (en particulier sur le pilier 43 de l'enclos D, le plus riche du point de vue iconographique), combinée à l'analyse d'autres représentations artistiques de la même époque, a pu également être interprétée comme renvoyant à des pratiques chamanistiques,.
Des représentations d'humains sans tête et des fragments de crânes mis au jour à Göbekli Tepe indiquent qu'un « culte des crânes » (couramment interprété comme une forme de culte ancestral) y était pratiqué, comme sur plusieurs sites du Levant de la même époque. Néanmoins ces crânes présentent des spécificités non attestées ailleurs : des incisions profondes, qui semblent indiquer une forme de décoration inconnue par ailleurs, et des trous qui ont pu servir à les suspendre. Il s'agit donc d'une variation inédite de ce genre de culte,.
L'équipe de fouilles du site a rejeté les interprétations astronomiques du site qui ont parfois pu être proposées à partir notamment de l'iconographie de certains piliers.

### Contexte régional
- Harald Hauptmann, « Les sanctuaires mégalithiques de Haute-Mésopotamie », dans Jean-Paul Demoule (dir.), La Révolution néolithique dans le monde, Paris, CNRS éditions, 2009 (lire en ligne), p. 359-382 ;
- (en) Klaus Schmidt, « Anatolia », dans Daniel T. Potts (dir.), A Companion to the Archaeology of the Ancient Near East, Malden et Oxford, Blackwell Publishers, coll. « Blackwell companions to the ancient world », 2012, p. 144-160.

### Synthèses sur le site
- (en) Klaus Schmidt, « Göbekli Tepe: A Neolithic Site in Southeastern Anatolia », dans Sharon R. Steadman et Gregory McMahon (dir.), Handbook of ancient Anatolia (10,000–323 B.C.E.), Oxford, Oxford University Press, 2011, p. 917-933;
- Klaus Schmidt (trad. de l'allemand par Thérèse Guiot-Houdart, préf. Jean Guilaine), Le premier temple : Göbekli Tepe [« Sie bauten die ersten Tempel : Das rätselhafte Heiligtum der Steinzeitjäger »], Paris, CNRS éditions, 2015 (1re éd. 2007), 416 p. (ISBN 978-2-271-08160-5).
- (en) Avi Bachenheimer, Gobekli Tepe: An Introduction to the World's Oldest Temple, Birdwood Press (1re éd. 2017), 171 p. (ISBN 978-1388410674, lire en ligne).
- (en) Joris Peters, Klaus Schmidt, Laura Dietrich, Oliver Dietrich, Nadja Pöllath, Moritz Kinzel et Lee Clare, « Göbekli Tepe: Agriculture and Domestication », dans Claudia Smith (éd.), Encyclopedia of Global Archaeology, New York, Springer, 2020 (1re éd. 2014) (DOI doi.org/10.1007/978-1-4419-0465-2_2226), p. 4607-4616

### Études spécialisées
- (en) Klaus Schmidt, « Göbekli Tepe, Southeastern Turkey. A preliminary Report on the 1995–1999 Excavations », Paléorient, vol. 26, no 1,‎ 2000, p. 45-54 (lire en ligne);
- (en) Joris Peters et Klaus Schmidt, « Animals in the symbolic world of Pre-Pottery Neolithic Göbekli Tepe, south-eastern Turkey: a preliminary assessment », Anthropozoologica, vol. 39 « Domestications animales : dimensions sociales et symboliques. Hommages à Jacques Cauvin, Villeurbanne, 21-23 novembre 2002 », no 1,‎ 2004, p. 179-218 (lire en ligne);
- (en) Oliver Dietrich, Manfred Heun, Jens Notroff, Klaus Schmidt et Martin Zarnkow, « The role of cult and feasting in the emergence of Neolithic communities. New evidence from Göbekli Tepe, south-eastern Turkey », Antiquity, vol. 86, no 333,‎ janvier 2012, p. 674-695;
- (en) Oliver Dietrich, Çiğdem Köksal-Schmidt, Jens Notroff et Klaus Schmidt, « Preliminary Report on the 2012 and 2013 Excavation Seasons », Neo-Lithics, nos 2014/1,‎ 2014, p. 11-17 (lire en ligne);
- (en) Laura Dietrich, Julia Meister, Oliver Dietrich, Jens Notroff, Janika Kiep, Julia Heeb, Andre Beuger et Brigitta Schütt, « Cereal processing at Early Neolithic Göbekli Tepe, southeastern Turkey », PLoS ONE, vol. 14, no 5,‎ 2019, p. 1-34 (lire en ligne).
- (en) Moritz Kinzel et Lee Clare, « Monumental – compared to what? A perspective from Göbekli Tepe », dans Anne Birgitte Gebauer, Lasse Sørensen, Anne Teather et António Carlos Valera (dir.), Monumentalising Life in the Neolithic: Narratives of Change and Continuity, Oxford, Oxbow, 2020, p. 29-48

#### Bases de données et dictionnaires
- Site officiel
- Ressources relatives à l'architecture :   - Liste du patrimoine mondial
  - Liste indicative du patrimoine mondial
- Notices dans des dictionnaires ou encyclopédies généralistes :   - Britannica
  - Brockhaus
  - Den Store Danske Encyklopædi
  - Gran Enciclopèdia Catalana
- Notices d'autorité :   - VIAF
  - BnF (données)
  - IdRef
  - GND
  - Israël
  - Tchéquie